# Liste der Biografien/Bruc
Liste der Biografien |
Portal Biografien |
Personensuche
# |
A |
B |
C |
D |
E |
F |
G |
H |
I |
J |
K |
L |
M |
N |
O |
P |
Q |
R |
S |
T |
U |
V |
W |
X |
Y |
Z |
?
 
Ba |
Be |
Bd |
Bg |
Bh |
Bi |
Bj |
Bl |
Bm |
Bn |
Bo |
Br |
Bs |
Bu |
Bw |
By |
Bz
 
Bra |
Brc |
Brd |
Bre |
Brg |
Bri |
Brj |
Brk |
Brl |
Brn |
Bro |
Brp–Brt |
Bru |
Brv |
Bry |
Brz
 
Brua |
Brub |
Bruc |
Brud |
Brue |
Bruf |
Brug |
Bruh |
Brui |
Bruj |
Bruk |
Brul |
Brum |
Brun |
Brup |
Brur |
Brus |
Brut |
Bruu |
Bruv |
Bruw |
Brux |
Bruy |
Bruz
Die Liste der Biografien führt alle Personen auf, die in der deutschsprachigen Wikipedia einen Artikel haben. Dieses ist eine Teilliste mit 549 Einträgen von Personen, deren Namen mit den Buchstaben „Bruc“ beginnt.

## Bruc

### Bruca
- Brucaeus, Heinrich (1530–1593), deutscher Mediziner und Mathematiker
- Bruçaj, Skënder (* 1976), albanischer islamischer Gelehrter
- Brucan, Silviu (1916–2006), rumänischer kommunistischer Politiker und Diplomat
- Brucato, Jean-Marc (* 1968), französischer Fußballspieler
- Brucato, Jean-Pierre (1944–1998), französischer Fußballspieler und -trainer
- Brucato, Robert Anthony (1931–2018), US-amerikanischer Geistlicher, römisch-katholischer Weihbischof in New York

### Bruce
- Bruce, Adolf Adam von (1835–1901), preußischer Beamter und Mäzen
- Bruce, Ailsa Mellon (1901–1969), US-amerikanische Sammlerin, Philanthropin und Mäzenin
- Bruce, Alastair (* 1972), südafrikanisch-britischer Schriftsteller
- Bruce, Alastair, 5. Baron Aberdare (* 1947), britischer Politiker und Peer
- Bruce, Alexander, schottischer Geistlicher und Rebell
- Bruce, Alexander, 1. Earl of Carrick († 1333), schottischer Adliger
- Bruce, Alexander, 2. Earl of Kincardine (1629–1680), schottischer Erfinder, Adliger und Politiker, Freimaurer und Mitglied der Royal Society
- Bruce, Alexander, 6. Lord Balfour of Burleigh (1849–1921), britischer Politiker, Oberhausmitglied und Minister für Schottland
- Bruce, Alexandra (* 1990), kanadische Badmintonspielerin
- Bruce, Alison (* 1962), neuseeländische Schauspielerin
- Bruce, Andrea (* 1955), jamaikanische Hochspringerin, Weitspringerin, Hürdenläuferin und Fünfkämpferin
- Bruce, Andrew D. (1894–1969), US-amerikanischer Offizier, Generalleutnant der US-Army
- Bruce, Andrew, 11. Earl of Elgin (* 1924), britischer Peer, Offizier und Politiker
- Bruce, Andy (* 1969), britischer Jazzmusiker (Posaune)
- Bruce, Ben (* 1988), britischer GitarristBen Bruce (* 1988)

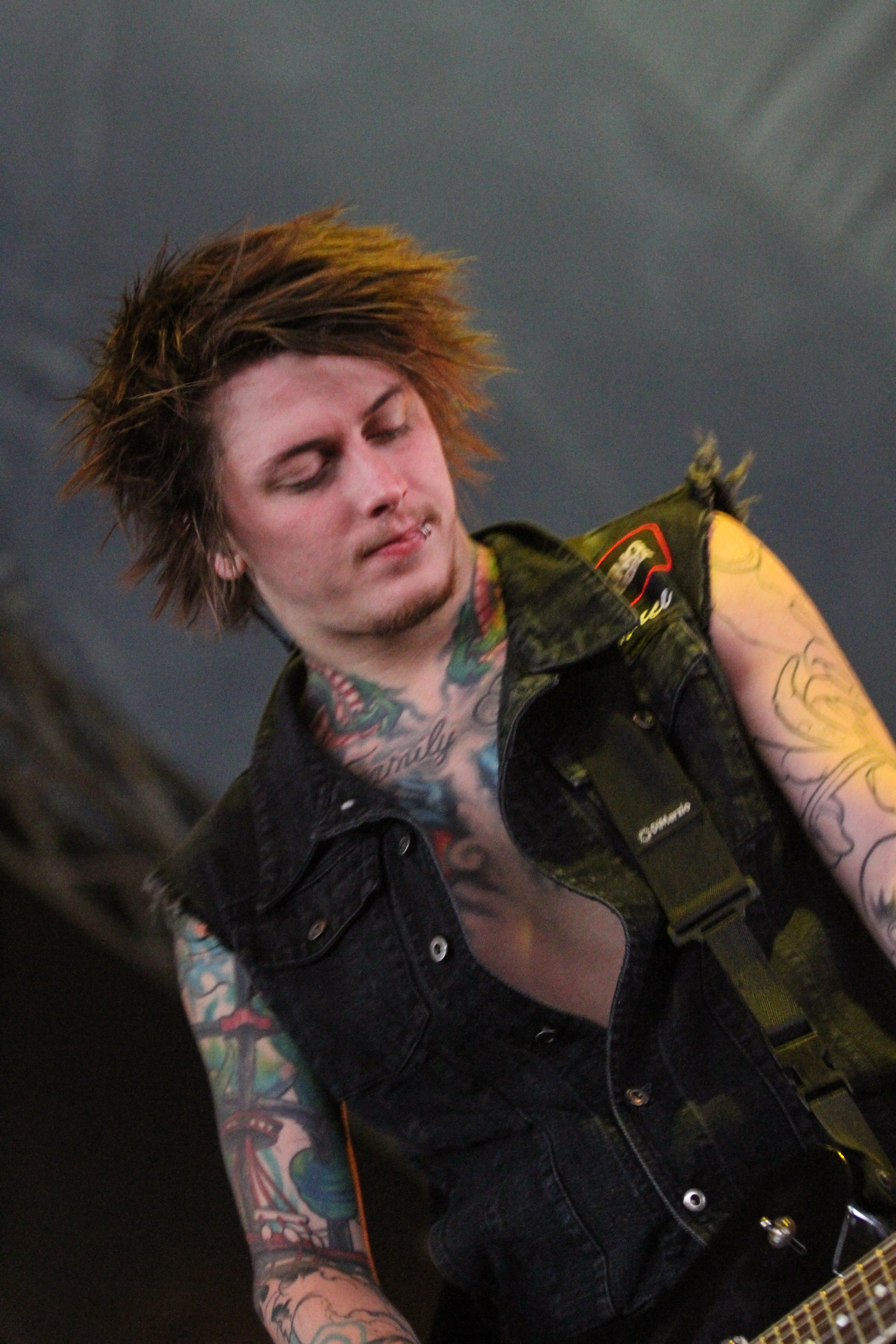
Ben Bruce (* 1988)

- Bruce, Blanche (1841–1898), US-amerikanischer Politiker (Republikanischen Partei)
- Bruce, Bruce (* 1965), US-amerikanischer Komiker und Schauspieler
- Bruce, Carlos (* 1957), peruanischer Politiker
- Bruce, Carol (1919–2007), US-amerikanische Sängerin, Bühnen- und Filmschauspielerin
- Bruce, Catherine Wolfe (1816–1900), US-amerikanische Patronin der Astronomie
- Bruce, Charles (1836–1920), britischer Kolonialbeamter, Indologe, Gouverneur von Mauritius
- Bruce, Charles Granville (1866–1939), britischer Offizier und Himalaya-Pionier
- Bruce, Charles Morelle (1853–1938), US-amerikanischer Politiker, kommissarischer Gouverneur des Arizona-Territoriums
- Bruce, Christian († 1356), schottische Adlige
- Bruce, Dan, US-amerikanischer Jazzmusiker (Gitarre)
- Bruce, David (1855–1931), australisch-englischer Arzt und Mikrobiologe
- Bruce, David († 1976), US-amerikanischer Schauspieler
- Bruce, David (* 1964), kanadischer Eishockeyspieler
- Bruce, David K. E. (1898–1977), US-amerikanischer Diplomat und Politiker
- Bruce, Dejan (* 2002), deutscher Basketballspieler
- Bruce, Dix (1952–2023), US-amerikanischer Folk- und Jazzmusiker (Gitarre)
- Bruce, Donald A., britisch-US-amerikanischer Bauingenieur für Geotechnik
- Bruce, Donald C. (1921–1969), US-amerikanischer Politiker
- Bruce, Donald, Baron Bruce of Donington (1912–2005), britischer Politiker, Mitglied des House of Commons
- Bruce, Dylan (* 1980), kanadischer Schauspieler und ehemaliges ModelDylan Bruce (* 1980)

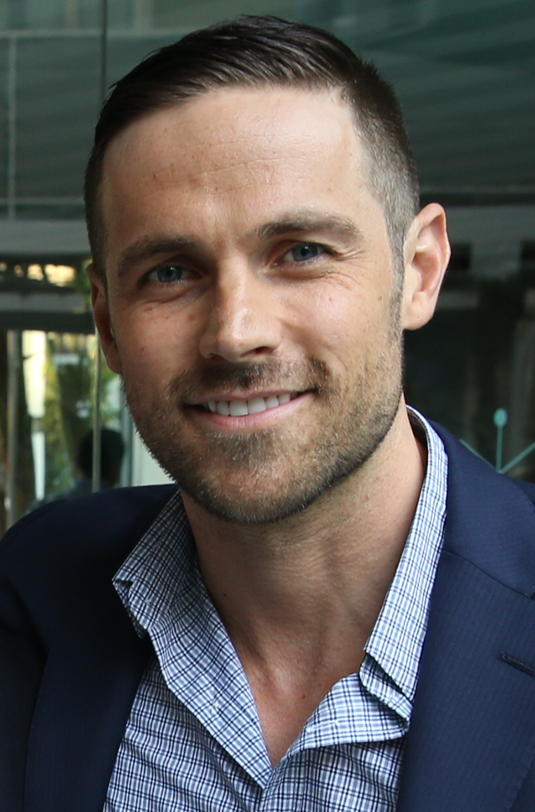
Dylan Bruce (* 1980)

- Bruce, Ed (1939–2021), US-amerikanischer Country-Sänger und -Songwriter
- Bruce, Edmond (1899–1973), US-amerikanischer Elektroingenieur
- Bruce, Edward († 1318), schottischer Adliger und Militär, Hochkönig von Irland
- Bruce, Edward, 1. Lord Kinloss († 1611), schottischer Jurist, englischer Master of the Rolls
- Bruce, Edward, 2. Lord Kinloss (1594–1613), schottischer Adliger
- Bruce, Eileen Adelaide (1905–1955), englische Systematikerin und Botanikerin
- Bruce, Eli Metcalfe (1828–1866), US-amerikanischer Philanthrop und Politiker
- Bruce, Frederick Fyvie (1910–1990), evangelikaler Theologe, Neutestamentler
- Bruce, Geoff (* 1953), US-amerikanischer alpiner Skirennläufer
- Bruce, George (1781–1866), britisch-US-amerikanischer Industrieller, Erfinder und Geschäftsmann
- Bruce, Gordon (1930–1995), australischer Politiker (Liberal Party), Präsident des South Australian Legislative Council
- Bruce, Henry, 1. Baron Aberdare (1815–1895), britischer Staatsmann
- Bruce, Horatio Washington (1830–1903), US-amerikanischer Jurist und Politiker
- Bruce, Jack (1943–2014), britischer Rock-, Blues- und JazzmusikerJack Bruce (1943–2014)

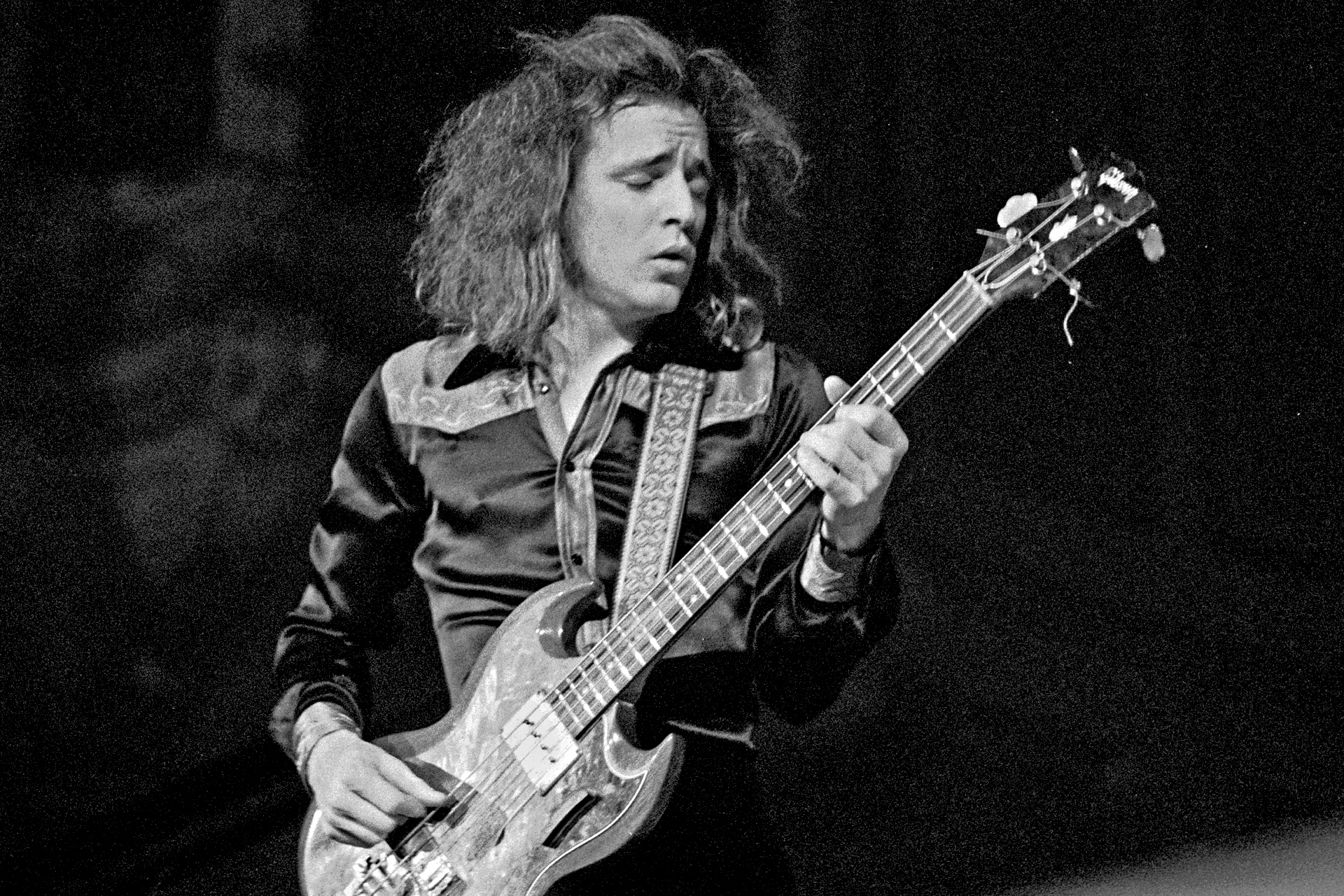
Jack Bruce (1943–2014)

- Bruce, Jacob (1732–1791), russischer General en chef und zeitweise Oberbefehlshaber von Moskau
- Bruce, Jacob Daniel (1669–1735), schottischer Feldmarschall
- Bruce, James (1730–1794), schottischer Naturwissenschaftler und Reisender
- Bruce, James, 8. Earl of Elgin (1811–1863), britischer Kolonialbeamter und Diplomat
- Bruce, Jean (1921–1963), französischer Schriftsteller
- Bruce, John (1837–1893), kanadischer Politiker und Richter
- Bruce, John Calvert Nayo (1859–1919), Völkerschau-Impresario aus Togo
- Bruce, Kate (1860–1946), US-amerikanische Schauspielerin der Stummfilmzeit
- Bruce, Kwassi (1893–1964), Pianist und Leiter der Deutschen Afrika-Schau
- Bruce, Laura (* 1959), US-amerikanische Künstlerin
- Bruce, Lauren (* 1997), neuseeländische Hammerwerferin und Diskuswerferin
- Bruce, Lenny (1925–1966), US-amerikanischer Stand-up-comedian und SatirikerLenny Bruce (1925–1966)

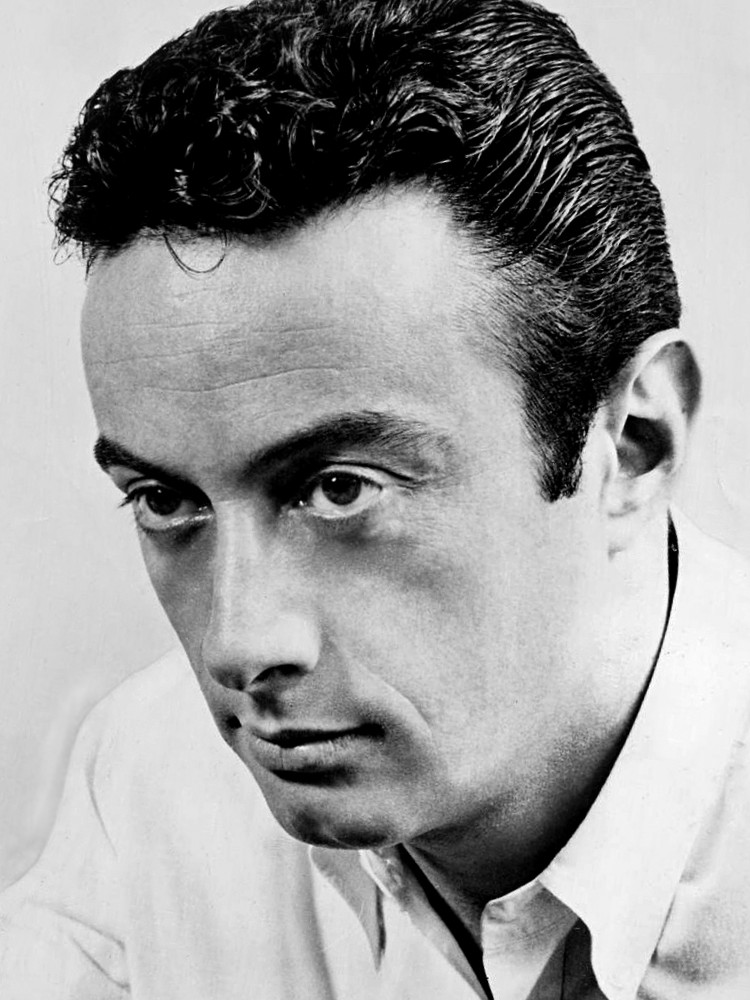
Lenny Bruce (1925–1966)

- Bruce, Lisa, US-amerikanische Filmproduzentin
- Bruce, Malcolm (* 1944), britischer Politiker
- Bruce, Margaret, schottische Prinzessin
- Bruce, Marjorie, Tochter des schottischen Königs Richard I. (Robert the Bruce) und Mutter von Robert II.
- Bruce, Mary, schottische Adlige
- Bruce, Mathilda († 1353), schottische Prinzessin
- Bruce, Matthew Linn (1860–1936), US-amerikanischer Rechtsanwalt, Richter und Politiker
- Bruce, Maud, schottische Adlige
- Bruce, Mike (* 1955), kanadischer Eishockeyspieler
- Bruce, Morys, 4. Baron Aberdare (1919–2005), britischer Politiker und Mitglied des Oberhauses (Conservative Party)
- Bruce, Neely (* 1944), US-amerikanischer Komponist, Dirigent, Pianist, Musikwissenschaftler und -pädagoge
- Bruce, Neil, schottischer Rebell
- Bruce, Nick (* 1992), US-amerikanischer BMX-Freestyle-Fahrer
- Bruce, Nigel (1895–1953), britischer SchauspielerNigel Bruce (1895–1953)

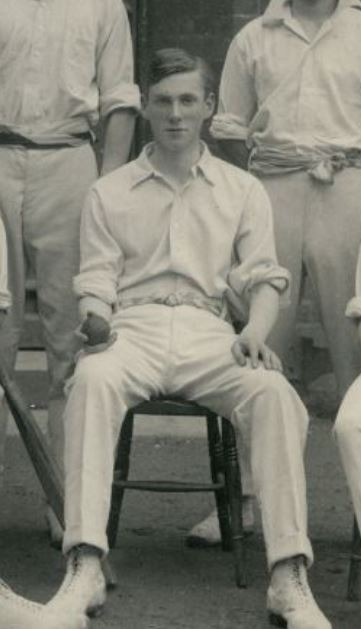
Nigel Bruce (1895–1953)

- Bruce, Patrick Henry (1881–1936), US-amerikanischer Maler des Kubismus
- Bruce, Phineas (1762–1809), US-amerikanischer Politiker
- Bruce, Regina (1900–1991), deutsch-togoische Pädagogin, Präsidentin des Roten Kreuzes von Togo
- Bruce, Robert (1668–1720), schottischstämmiger General der russischen Armee
- Bruce, Robert Randolph (1861–1942), schottisch-kanadischer Ingenieur und Bergbauunternehmer
- Bruce, Robert, 1. Earl of Ailesbury (1626–1685), schottisch-englischer Peer und Politiker
- Bruce, Robert, Lord of Liddesdale († 1332), schottischer Adliger
- Bruce, Rowena Mary (1919–1999), britische Schachspielerin
- Bruce, Scott G. (* 1967), kanadischer Mittelalterhistoriker
- Bruce, Shelbie (* 1992), US-amerikanische Schauspielerin
- Bruce, Stanley (1883–1967), australischer Politiker und Premierminister
- Bruce, Stephanie (* 1984), US-amerikanische Langstreckenläuferin
- Bruce, Steve (* 1960), englischer Fußballspieler und -trainer
- Bruce, Tammy (* 1962), konservative amerikanische Publizistin, Autorin und Radiomoderatorin sowie öffentlichkeitswirksame lesbische Feministin
- Bruce, Terry L. (* 1944), US-amerikanischer Politiker
- Bruce, Theo (1923–2002), australischer Weitspringer
- Bruce, Thomas, schottischer Ritter und Rebell
- Bruce, Thomas, 7. Earl of Elgin (1766–1841), britischer Diplomat und GeneralThomas Bruce, 7. Earl of Elgin (1766–1841)

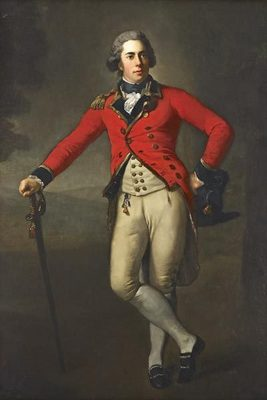
Thomas Bruce, 7. Earl of Elgin (1766–1841)

- Bruce, Tom (1952–2020), US-amerikanischer Schwimmer
- Bruce, Vicki (* 1953), britische Psychologin und Hochschullehrerin
- Bruce, Victor, 9. Earl of Elgin (1849–1917), britischer liberaler Politiker und Staatsmann
- Bruce, Vida, ghanaische Sprinterin
- Bruce, Virginia (1910–1982), US-amerikanische Schauspielerin und Sängerin
- Bruce, William (1630–1710), schottischer Architekt
- Bruce, William (1864–1925), australischer Cricketspieler
- Bruce, William Blair (1859–1906), kanadischer Maler
- Bruce, William Cabell (1860–1946), US-amerikanischer Politiker
- Bruce, William Speirs (1867–1921), schottischer Polarforscher und Ozeanograph
- Bruce-Annan, Harriet (* 1965), ghanaische Programmiererin, Gründerin des Projektes African Angel
- Bruce-Gardyne, John, Baron Bruce-Gardyne (1930–1990), britischer Journalist und Politiker, Mitglied des House of Commons
- Bruce-Lockhart, Sandy (1942–2008), britischer Politiker (Conservative Party)

### Bruch
- Bruch, August (1874–1938), deutscher Politiker (BVP)
- Bruch, Carl (1819–1884), deutscher Anatom
- Bruch, Carl Friedrich (1789–1857), deutscher Notar und Ornithologe
- Bruch, Christian (* 1970), deutscher Manager
- Bruch, Christian Gottlieb (1771–1836), deutscher evangelischer Geistlicher
- Bruch, Erich vom (1885–1933), Bürgermeister der Stadt Leer und frühes Opfer des Nationalsozialismus
- Bruch, Gerd vom (* 1941), deutscher FußballtrainerGerd vom Bruch (* 1941)

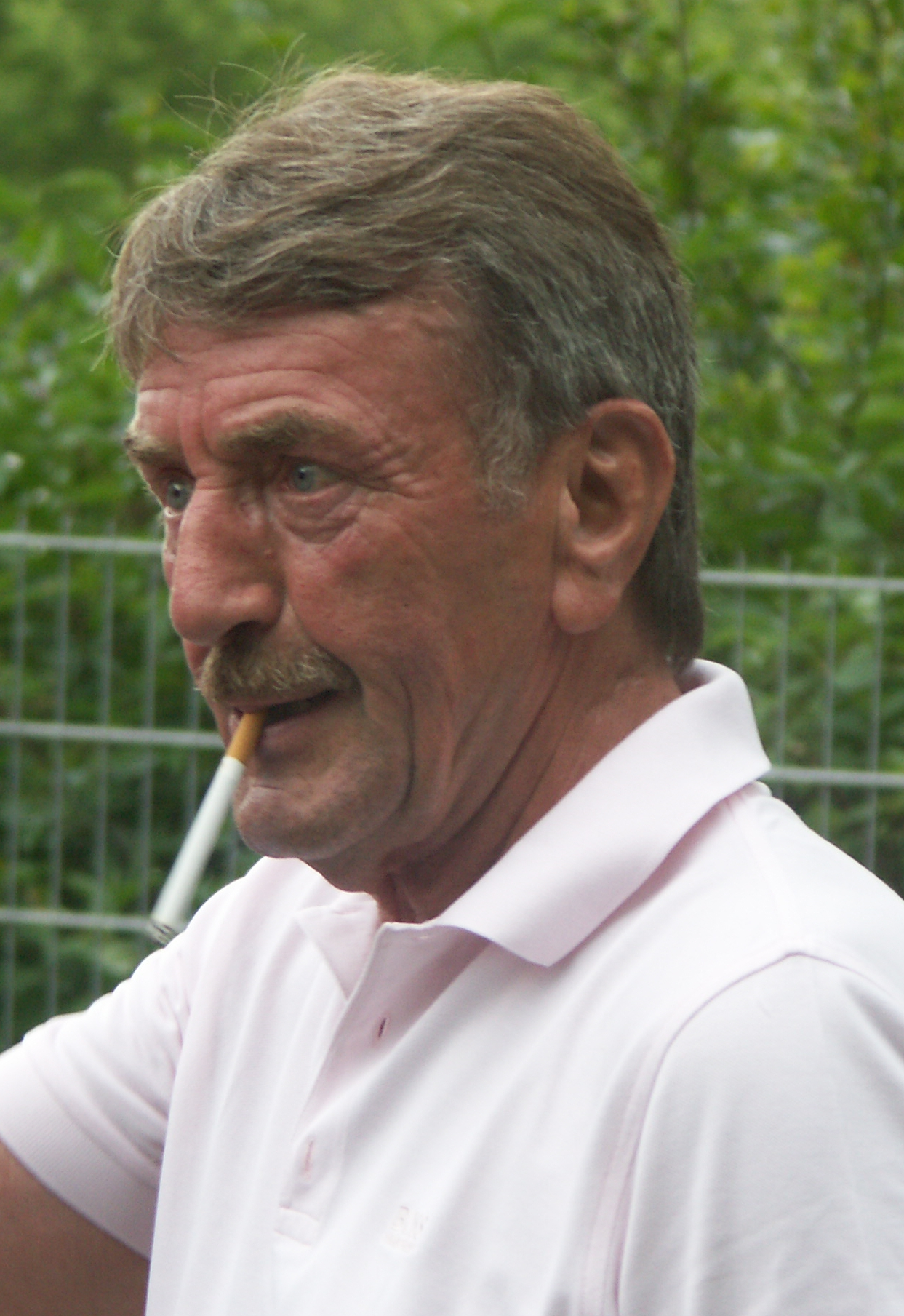
Gerd vom Bruch (* 1941)

- Bruch, Gerhard (1936–2019), deutscher Politiker (SPD), MdL
- Bruch, Gustav (1822–1899), deutscher Brauereibesitzer und Politiker
- Bruch, Heike (* 1966), Schweizer Wirtschaftspsychologin und Professorin für Betriebswirtschaftslehre
- Bruch, Hellmut (* 1936), österreichischer Bildender Künstler
- Bruch, Hendrik (1962–2016), deutscher Komponist, Sänger und Texter
- Bruch, Hilde (1904–1984), US-amerikanische Ärztin und Psychoanalytikerin
- Bruch, Johann Friedrich (1792–1874), deutscher evangelischer Theologe
- Bruch, Johann Sebastian (1759–1828), Kaufmann, Kommunalpolitiker, Richter, Bürgermeister
- Brüch, Josef (1886–1962), österreichischer Romanist und Sprachwissenschaftler
- Bruch, Karl Peter (* 1946), deutscher Politiker (SPD), MdL
- Bruch, Klaus vom (* 1952), deutscher Medienkünstler
- Bruch, Ludwig (1857–1943), deutscher Konteradmiral der Kaiserlichen Marine
- Bruch, Ludwig von dem (1869–1943), österreichischer Opernsänger
- Bruch, Margarete (1882–1963), deutsche Schriftstellerin
- Bruch, Max (1838–1920), deutscher Komponist und DirigentMax Bruch (1838–1920)

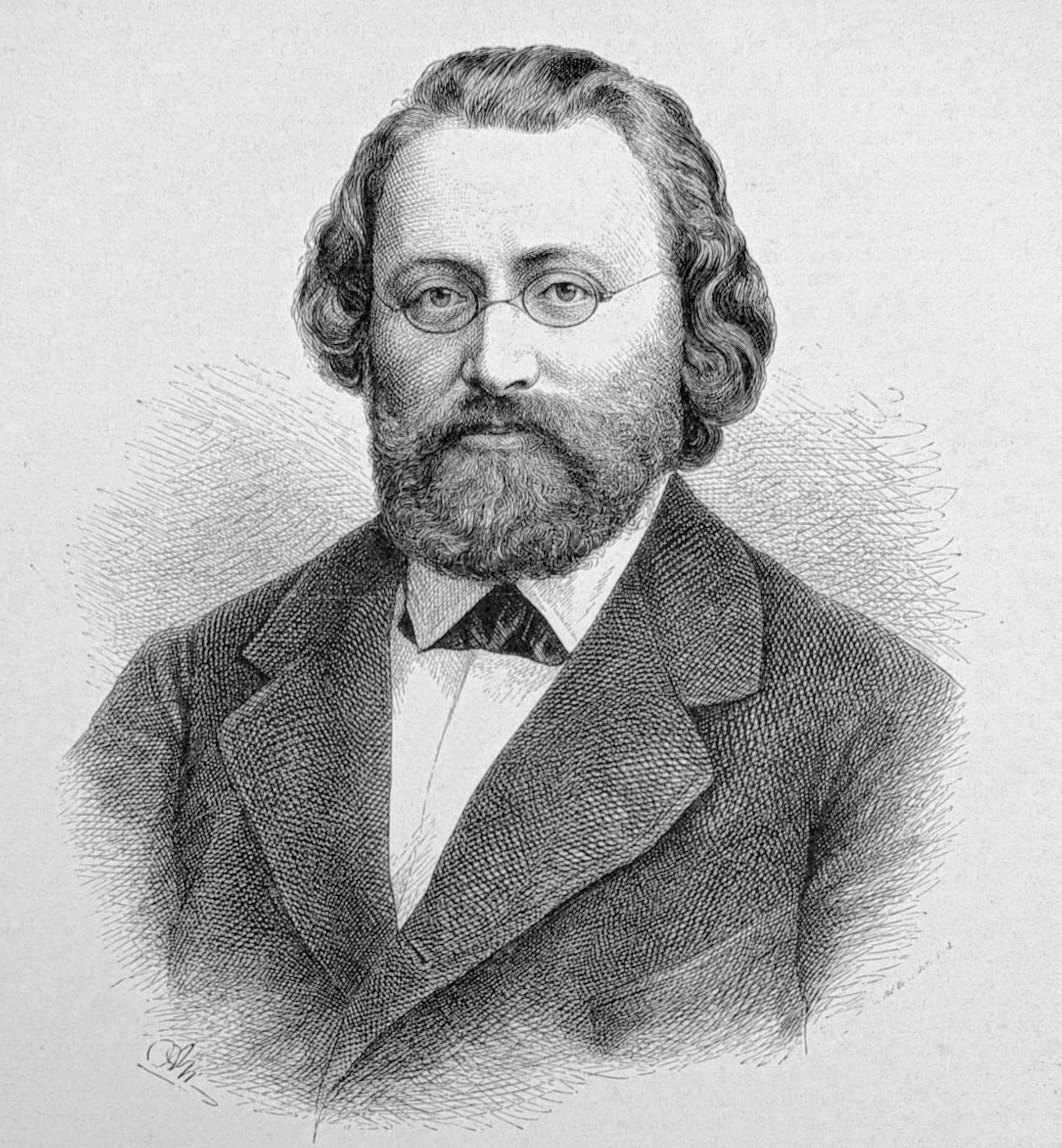
Max Bruch (1838–1920)

- Brüch, Oskar (1869–1943), österreichischer Porträt- und Militärmaler
- Bruch, Peter (* 1955), deutscher Schwimmsportler
- Bruch, Philipp (1781–1847), deutscher Apotheker und Bryologe
- Bruch, Ricky (1946–2011), schwedischer Leichtathlet, Schauspieler und Autor
- Bruch, Rüdiger vom (1944–2017), deutscher Neuzeithistoriker und Hochschullehrer
- Bruch, Thomas (* 1950), deutscher Unternehmer
- Bruch, Thomas vom (* 1961), deutscher Pädagoge, Bremer Staatsrat
- Bruch, Volker (* 1980), deutsch-österreichischer SchauspielerVolker Bruch (* 1980)

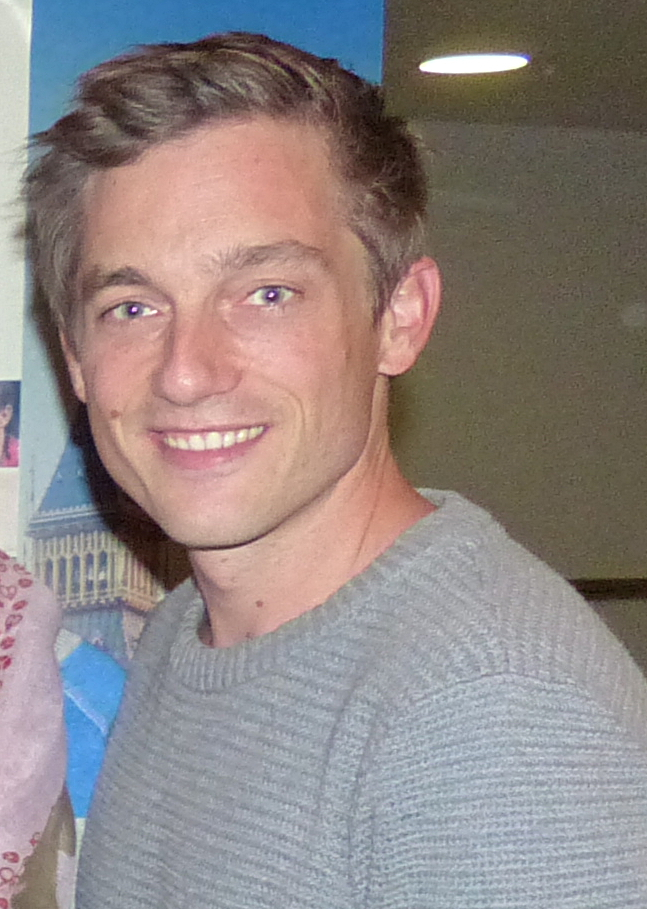
Volker Bruch (* 1980)

- Bruch, Walter (1908–1990), deutscher Elektrotechniker, Pionier des deutschen Fernsehens
- Bruch, Wieland (* 1961), deutscher Schachkomponist
- Bruch, Wilhelm (1854–1927), deutscher Dirigent, Kapellmeister und Komponist
- Bruch-Sinn, Carola (1853–1911), österreichische Schriftstellerin und Redakteurin
- Bruchac, Joseph (* 1942), indianisch-amerikanischer Autor
- Bruchardt, Arno (1883–1945), deutscher Politiker (SPD, USPD), MdR
- Brüche, Ernst (1900–1985), deutscher Physiker und Wegbereiter der Elektronenoptik
- Bruchem, Ron van, niederländischer Speedcuber
- Brücher, Björn (* 1965), deutscher Mediziner
- Brücher, Ernst (1925–2006), deutscher Kunstbuchverleger
- Brücher, Gertrud (* 1951), deutsche Philosophin und Politikwissenschaftlerin
- Brucher, Günter (* 1941), österreichischer Kunsthistoriker
- Brücher, Heinz (1915–1991), deutscher Botaniker und Genetiker
- Brücher, Wenzel (* 1981), deutscher Schauspieler
- Brucherseifer, Marc (* 1962), deutscher Unternehmer
- Brüchert, Hans-Dieter (* 1952), deutscher Ringer
- Brüchert, Hedwig (* 1945), deutsche Historikerin
- Bruchertseifer, Jörg (* 1964), deutscher Ingenieur und Vorstandsmitglied beim Fahrgastverband Pro Bahn
- Bruchési, Paul (1855–1939), kanadischer Geistlicher und römisch-katholischer Erzbischof von Montréal
- Bruchet, Lucas (* 1991), kanadischer Leichtathlet
- Bruchez, Pierre (* 1985), Schweizer Skibergsteiger
- Bruchhagen, Heribert (* 1948), deutscher Fußballspieler und -funktionärHeribert Bruchhagen (* 1948)

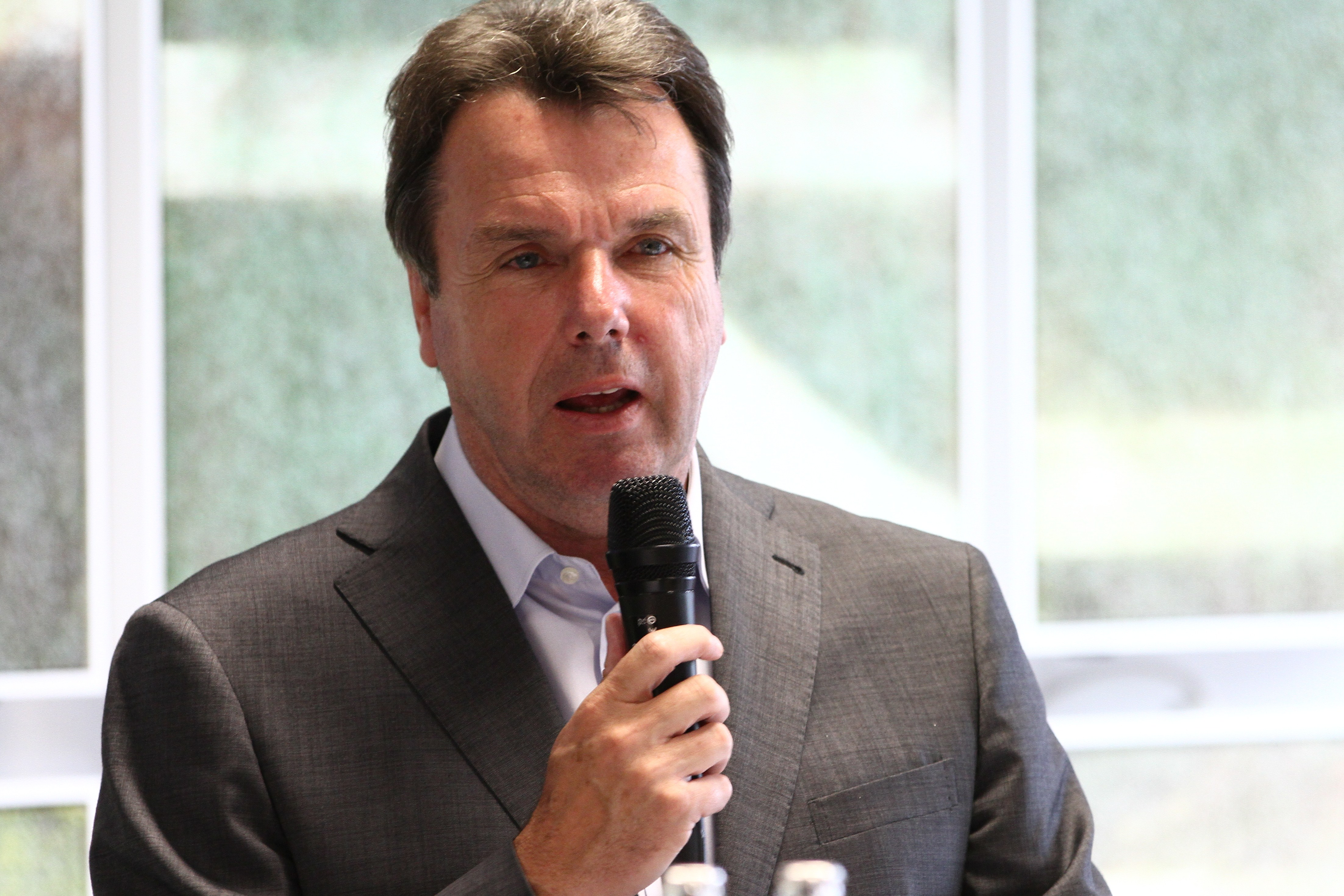
Heribert Bruchhagen (* 1948)

- Bruchhaus, Gundolf (* 1942), deutscher Architekt, Photograph, Architekturhistoriker und Musiker
- Bruchhaus, Karl (* 1903), deutscher Jurist
- Bruchhausen, Albert von (1859–1948), deutscher Oberbürgermeister und Politiker
- Bruchhausen, Friedrich von (1886–1966), deutscher Pharmazeut und Hochschullehrer
- Bruchhausen, Georg Ludwig Konrad von (1846–1899), deutscher Reichsgerichtsrat
- Bruchhausen, Gisela von (* 1940), deutsche Bildhauerin
- Bruchhausen, Karl (1928–1994), deutscher Rechtswissenschaftler und Vorsitzender Richter am Bundesgerichtshof
- Bruchhausen, Walter (1892–1976), US-amerikanischer Jurist
- Bruchhausen, Walter (* 1963), deutscher Mediziner und Hochschullehrer
- Bruchhäuser, Andreas (* 1962), deutscher Maler
- Bruchhäuser, Carl (* 1991), deutscher Schauspieler
- Bruchhäuser, Karl (1917–2005), deutscher Porträt- und Landschaftsmaler
- Bruchhäuser, Karl (* 1967), deutscher Schauspieler und Komiker
- Bruchhäuser, Thomas (* 1964), deutscher Comedian, Comedy-Akrobat, Clown und Regisseur
- Bruchhäuser, Wilhelm (1895–1976), deutscher Politiker und Lyriker
- Brüchle, Thomas (* 1976), deutscher Behindertensportler
- Bruchli, Rudolf († 1493), Schultheiss von Winterthur
- Bruchmann, Dalal (* 1990), österreichische Musikerin, Komponistin und Schauspielerin
- Bruchmann, Franz von (1798–1867), Redemptorist
- Bruchmann, Karl (1902–1967), deutscher Historiker, Archivar und Direktor des Bundesarchivs (1961–1967)
- Bruchmann, Karl Friedrich (1863–1919), deutscher Klassischer Philologe und Gymnasiallehrer
- Bruchmann, Klaus-Peter (1932–2017), deutscher Komponist
- Bruchmann, Martin (* 1989), deutscher Schauspieler
- Brüchmann, Peter (1932–2016), deutscher Fotograf
- Brüchmann, Ulli (* 1948), deutscher Moderator, niederdeutscher Autor und Lehrer
- Bruchmüller, Georg (1863–1948), deutscher GeneralmajorGeorg Bruchmüller (1863–1948)

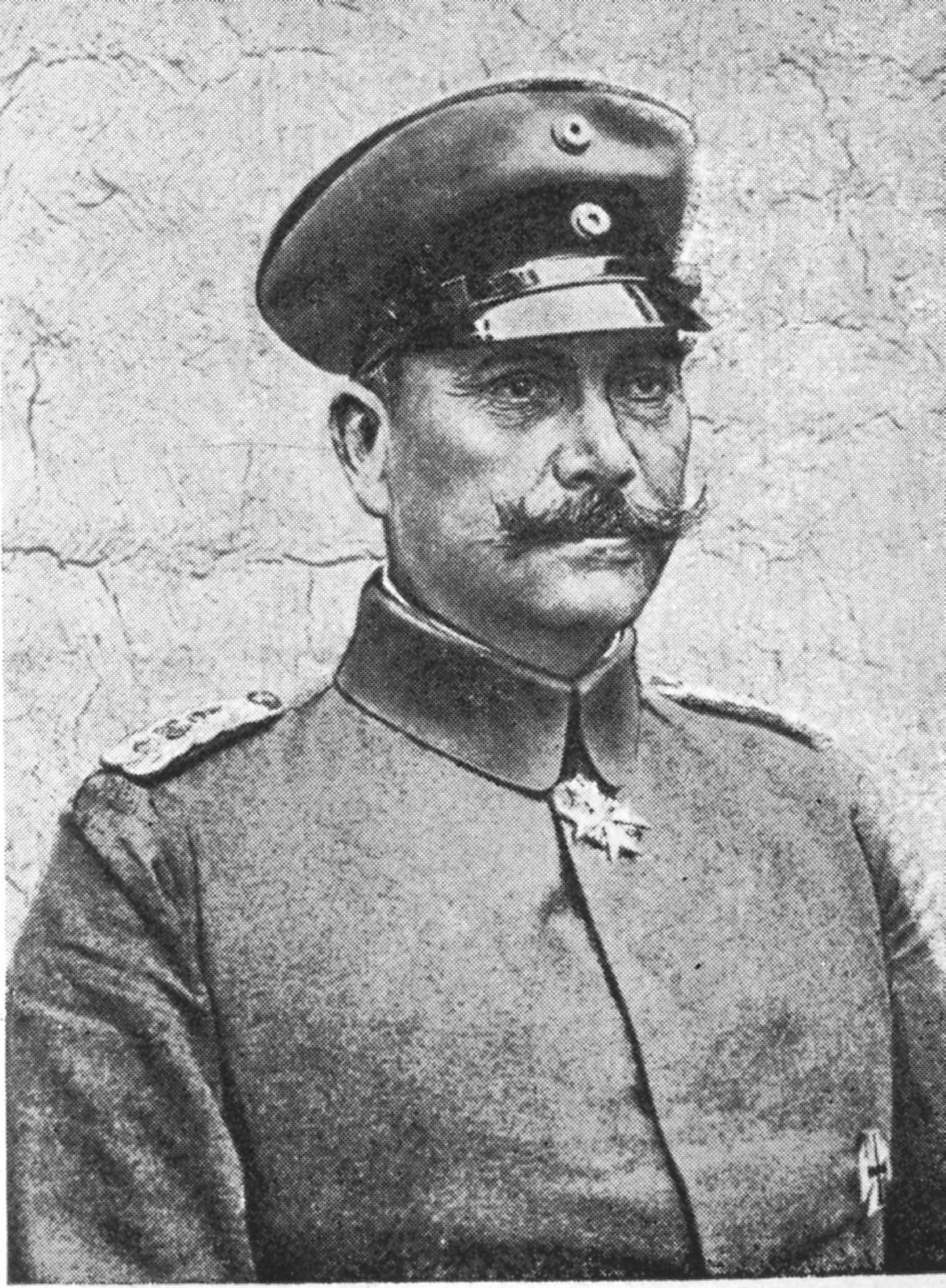
Georg Bruchmüller (1863–1948)

- Bruchmüller, Wilhelm (1872–1935), deutscher Kultur- und Studentenhistoriker
- Bruchner, Eckart (* 1944), deutscher evangelischer Theologe, Pädagoge, Filmdozent und Filmemacher
- Brüchner, Helmut (1921–2007), deutscher Möbelunternehmer
- Bruchsaler, Eugen (* 1886), deutscher Kaufmann und Unternehmer
- Bruchwitz, August (1838–1914), deutscher Kommunalpolitiker
- Bruchwitz, Georg von (1517–1605), Herzoglich-Pommerscher Rat in Stettin im Herzogtum Pommern
- Bruchwitz, Otto (1877–1956), deutscher Pädagoge und Heimatforscher

### Bruci
- Brucia, Christian (* 1988), deutscher Fußballspieler
- Brucic, Carmen (* 1972), österreichische Künstlerin
- Brucic, Petar (* 1953), jugoslawischer und kroatischer Fußballspieler

### Bruck
- Bruck, Albrecht (1874–1964), deutscher Radierer, Kupferstecher und Maler
- Brück, Alwin (1931–2020), deutscher Politiker (SPD), MdB
- Bruck, Änne (1907–1978), deutsche Schauspielerin, Synchron- und Hörspielsprecherin
- Brück, Anton Philipp (1913–1984), deutscher Priester, Professor, Prälat und Autor
- Brück, Anton Theobald (1798–1885), Schriftsteller, Übersetzer und Badearzt in Bad Driburg.
- Brück, August von (1859–1941), deutscher Diplomat
- Brück, Bettina (* 1967), deutsche Politikerin (SPD), MdL
- Bruck, Birke (* 1938), deutsche Schauspielerin und Regisseurin
- Bruck, Carl (1879–1944), deutscher Arzt und Dermatologe
- Brück, Christa Anita (1899–1958), deutsche Schriftstellerin
- Brück, Christian († 1567), Politiker und Sächsischer KanzlerChristian Brück († 1567)

Christian Brück († 1567)

- Bruck, Eberhard Friedrich (1877–1960), deutscher Rechtshistoriker
- Bruck, Edith (* 1932), ungarisch-italienische Schriftstellerin, Dichterin und Filmregisseurin
- Brück, Elisabeth (* 1972), deutsche Schauspielerin
- Bruck, Elsbeth (1874–1970), deutsche Friedensaktivistin
- Bruck, Engelbert vom (1739–1813), deutscher Publizist und Vertreter der Aufklärung
- Bruck, Ernst (1876–1942), deutscher Jurist
- Brück, Eva (1926–1998), deutsche Schriftstellerin, Übersetzerin und Journalistin
- Bruck, Fedor (1895–1982), deutscher Zahnarzt
- Bruck, Felix Friedrich (1843–1911), deutscher Jurist und Schriftsteller
- Bruck, Florentine (* 1958), deutsche Filmeditorin
- Brück, Franz (* 1981), deutscher Fotograf
- Bruck, Franziska (1866–1942), deutsche Unternehmerin, NS-Opfer
- Brück, Gregor (1485–1557), Politiker und sächsischer Kanzler der ReformationszeitGregor Brück (1485–1557)

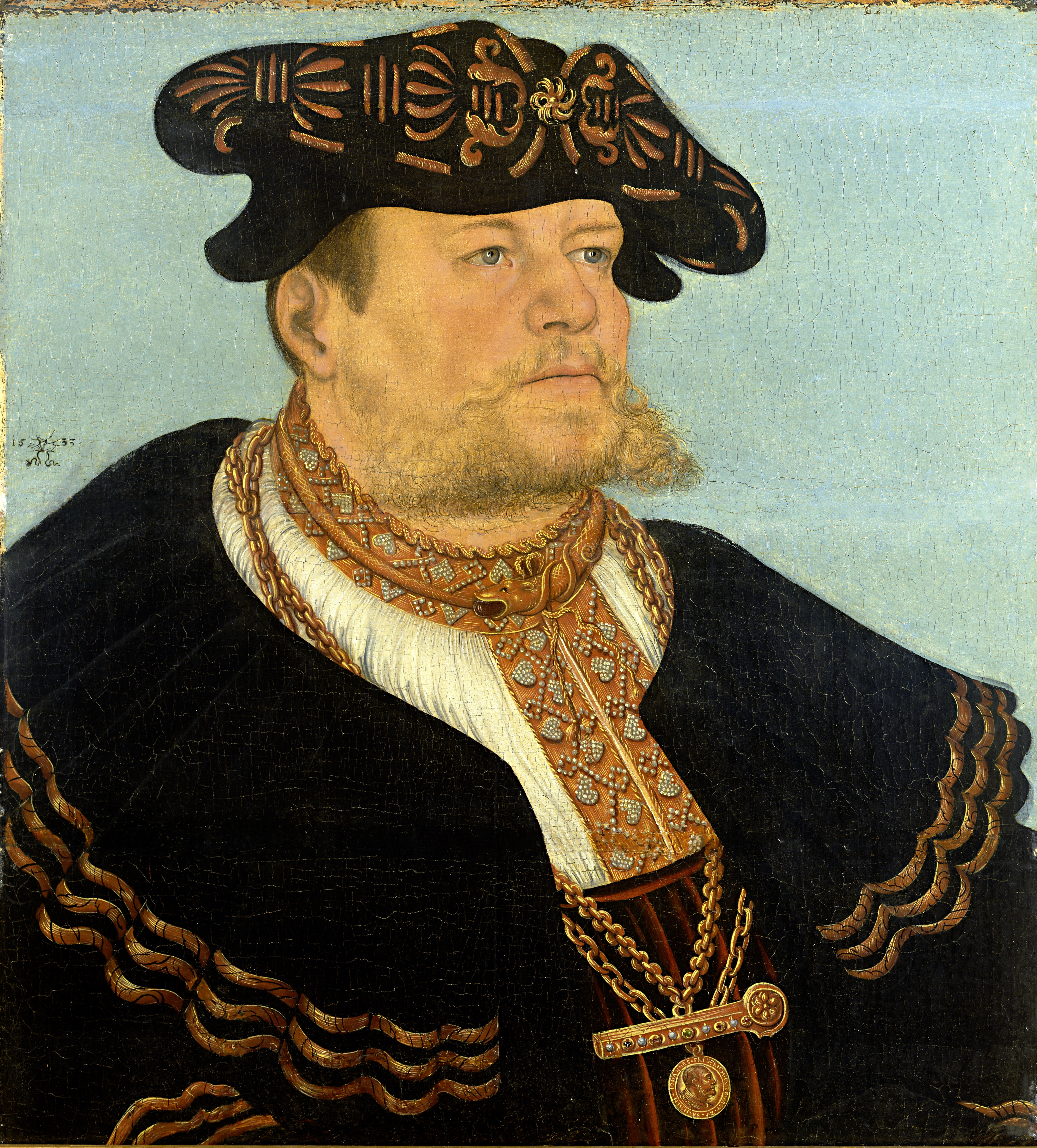
Gregor Brück (1485–1557)

- Bruck, Guido (1920–1966), österreichischer Numismatiker
- Brück, Heinrich (1815–1879), deutscher Polizeikommissär und Bürgermeister der Stadt Worms (1861–1874)
- Brück, Heinrich (1831–1903), Bischof von Mainz
- Brück, Herbert (1900–1974), österreichischer Eishockey- und Bandyspieler
- Brück, Hermann (1905–2000), deutscher Astronom
- Brück, Holger (* 1947), deutscher Fußballspieler und Trainer
- Brück, Inge (* 1936), deutsche Sängerin und Schauspielerin
- Bruck, Johnny (1921–1995), deutscher Zeichner und Photolithograph
- Bruck, Jonas (1813–1883), Zahnarzt, Buchautor und Träger des Kronenordens 4. Klasse
- Brück, Josef (1924–2013), deutscher Maler und Grafiker
- Bruck, Julius (1833–1899), deutscher Arzt und Schriftsteller
- Bruck, Julius (1840–1902), Zahnarzt und Pionier der Endoskopie
- Brück, Julius (1859–1918), ungarischer Musikpädagoge und Komponist
- Brück, Karl (1869–1945), deutscher Generalmajor
- Brück, Karl (1895–1964), deutscher Politiker (NSDAP), MdR, Gauleiter
- Bruck, Karl (1907–1970), deutscher Kaufmann, Leiter der Reichsvereinigung der Juden in Deutschland, Bezirk Bremen
- Bruck, Karl Anton (1839–1880), deutscher Drucker mit Wirkungsbereich in Japan
- Bruck, Karl Ludwig von (1798–1860), deutscher Kaufmann und späterer österreichischer Minister
- Bruck, Karl Ludwig von (1830–1902), österreichisch-ungarischer Diplomat
- Bruck, Lilly (1913–2020), österreichisch-US-amerikanische Sozialpädagogin
- Brück, Maria (1913–2013), deutsche Künstlerin
- Brück, Mary (1925–2008), irische Astronomin, Astrophysikerin und Hochschullehrerin
- Brück, Michael (* 1990), deutscher Rechtsextremist
- Brück, Michael von (* 1949), deutscher evangelischer TheologeMichael von Brück (* 1949)

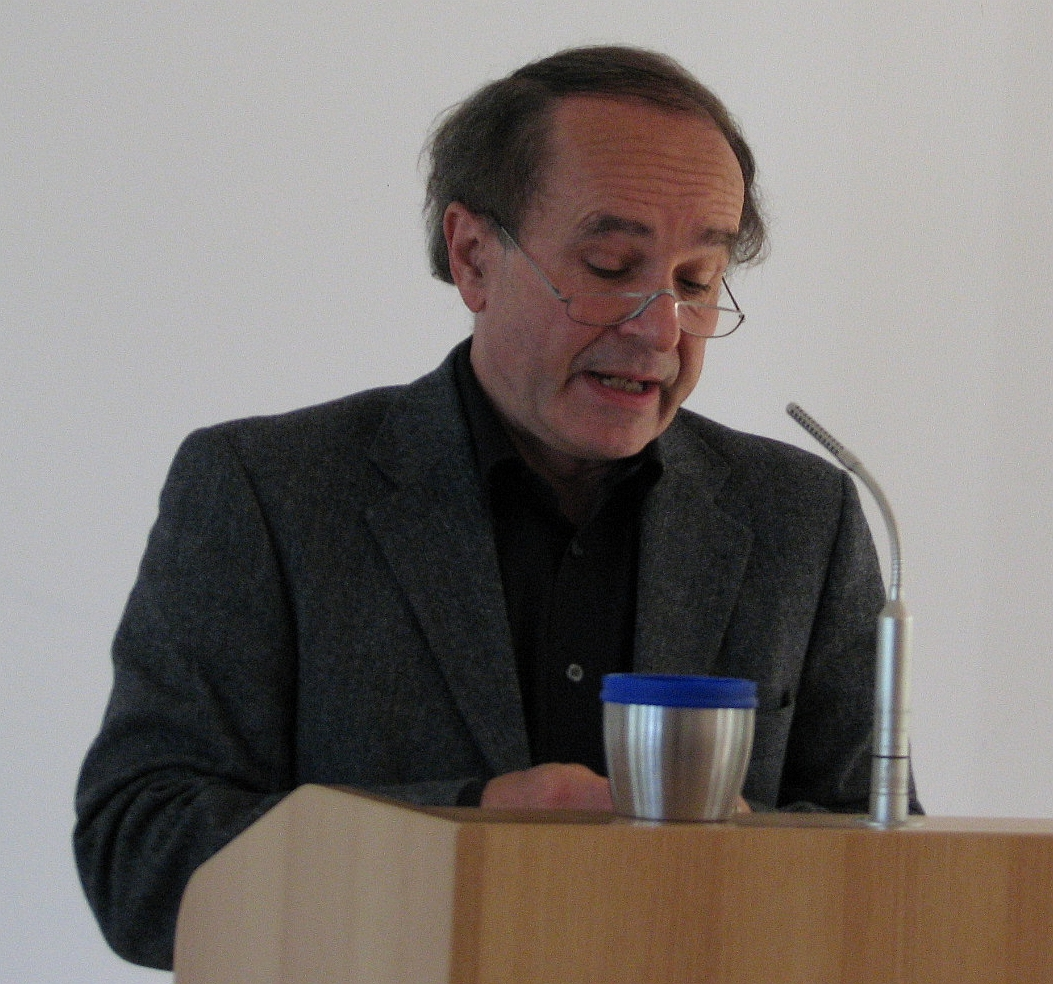
Michael von Brück (* 1949)

- Brück, Moses (1812–1849), jüdischer Theologe
- Bruck, Peter A. (* 1950), österreichischer Kommunikationswissenschaftler und Forscher
- Bruck, Philipp (* 1989), deutscher Ökonom und Politiker (Bündnis 90/Die Grünen), MdBB
- Brück, Philipp Hermann (1899–1969), Politiker (SPD), MdL
- Bruck, Reinhard (1885–1929), deutscher Theaterschauspieler und -regisseur, Stummfilmregisseur und Drehbuchautor
- Bruck, Richard (1914–1991), US-amerikanischer Mathematiker
- Bruck, Robert (1863–1942), deutscher Kunsthistoriker
- Brück, Rudi (1925–1995), deutscher Politiker (SPD)
- Brück, Ruth (1923–1998), deutsche Schauspielerin
- Brück, Sebastian (* 1971), deutscher Autor und Journalist
- Bruck, Siegfried (* 1863), deutscher Theaterschauspieler und Hörspielsprecher
- Brück, Susanne (* 1972), deutsche Fußballspielerin
- Brück, Tilman (* 1970), deutscher Wirtschaftswissenschaftler
- Brück, Trude (1902–1992), deutsche Malerin, Grafikerin und Restauratorin
- Brück, Ulrich (1936–2016), deutscher Sänger
- Brück, Valentin (1911–1980), deutscher Politiker (CDU, Zentrum), MdB
- Brück, Walter (1900–1968), österreichischer Eishockey- und Bandyspieler
- Bruck, Werner Friedrich (1880–1945), deutsch-britischer Ökonom
- Brück, Wolfgang (* 1961), deutscher Eishockeyfunktionär
- Brück, Wolfram (1937–2016), deutscher Politiker (CDU)Wolfram Brück (1937–2016)

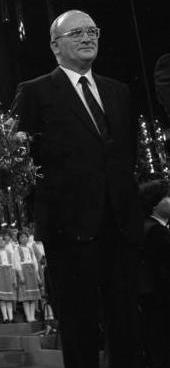
Wolfram Brück (1937–2016)

- Bruck-Auffenberg, Natalie (1854–1918), österreichische Schriftstellerin, Malerin und Sammlerin dalmatinischer Volkskunst
- Bruck-Friedrich, Margit, österreichische Diplomatin und Juristin
- Bruck-Heinz, Dora (1925–2011), österreichische Kunsthistorikerin

#### Bruckb
- Bruckbauer, Georg (1900–1976), österreichischer Kameramann
- Bruckbräu, Friedrich (1792–1874), deutscher Schriftsteller und Übersetzer

#### Brucke
- Brücke, Ernst Theodor von (1880–1941), österreichischer Arzt und Physiologe
- Brücke, Ernst Wilhelm von (1819–1892), deutsch-österreichischer Physiologe
- Brücke, Franz Theodor von (1908–1970), österreichischer Pharmakologe
- Brücke, Hermann (1830–1871), deutscher Genremaler, Historienmaler und Porträtmaler
- Brücke, Johann Gottfried (1796–1873), deutscher Porträt-, Historien- und Genremaler
- Brücke, Wilhelm (1800–1874), deutscher Maler
- Brücke-Teleky, Dora (1879–1963), österreichische Gynäkologin und Urologin
- Brückel, Karl (1881–1980), deutscher Schauspieler, Theaterregisseur, Sänger, Synchron- und Hörspielsprecher
- Brückel, Thomas (* 1957), deutscher Experimentalphysiker
- Brucken gen. Baron von Fock, Friedrich von (1801–1872), deutscher Rittergutsbesitzer und Politiker
- Brücken, Claudia (* 1963), deutsche SängerinClaudia Brücken (* 1963)

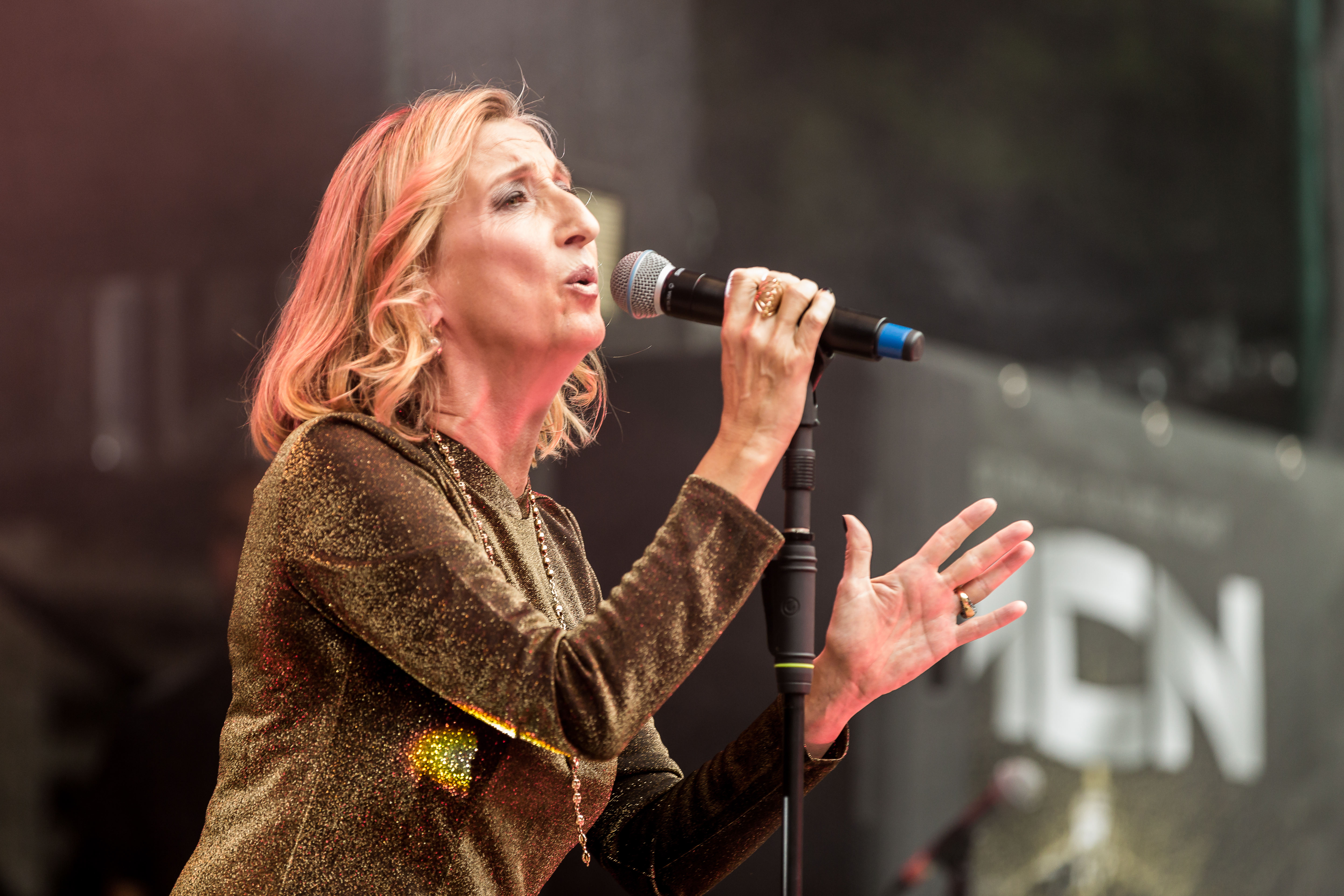
Claudia Brücken (* 1963)

- Brücken, Karl-Heinz (* 1947), deutscher Fußballspieler
- Brücken, Matthias (* 1953), deutscher Fußballspieler
- Bruckenberger, Johannes (* 1968), österreichischer Journalist, Chefredakteur der Austria Presse Agentur
- Brucker, Andreas (* 1963), deutscher Schauspieler
- Brücker, Christian Ludwig (1915–1992), deutscher Verbandsfunktionär
- Brucker, Erhard (* 1972), deutscher Politiker (AfD)
- Brucker, Felicitas (* 1974), deutsche Theaterregisseurin
- Brucker, Ferdinand (1858–1904), US-amerikanischer Politiker
- Brucker, Fritz, österreichischer Pianist, Liedbegleiter und Chorleiter
- Brucker, Gene (1924–2017), US-amerikanischer Kunsthistoriker
- Brucker, Jane (* 1958), US-amerikanische Schauspielerin
- Brucker, Johann Gottlieb (1770–1829), deutscher Mediziner
- Brucker, Johann Jakob (1696–1770), deutscher Geschichtsschreiber der Philosophie
- Brücker, Jost (* 1991), Schweizer Handballspieler
- Brucker, Ludwig (1888–1948), Politiker der NSDAP
- Brucker, Marco (* 1991), österreichischer Eishockeyspieler
- Brücker, Martin (* 1980), deutscher Schauspieler und Synchronsprecher
- Brücker, Otto-Hermann (1899–1964), deutscher Generalleutnant im Zweiten Weltkrieg
- Brucker, Otwin (* 1940), deutscher Kommunalpolitiker und Gemeindetagspräsident
- Brucker, Philipp, deutscher Fußballschiedsrichter
- Brucker, Philipp (1924–2013), deutscher Kommunalpolitiker, Journalist und Autor, alemannischer Mundartdichter
- Brucker, Sara (* 1974), deutsche Ärztin und Gynäkologin
- Brucker, Ute (* 1967), deutsche Fernsehjournalistin
- Brucker, Wilber M. (1894–1968), US-amerikanischer Politiker
- Bruckert, Erec (* 1997), deutscher Bobsportler und Leichtathlet
- Bruckert, Ingrid (* 1952), deutsche Hockeynationalspielerin
- Bruckert, Raymond (1935–2017), Schweizer Autor

#### Bruckh
- Bruckhaus, Helgard (1939–2022), deutsche Synchronsprecherin und Hörspielsprecherin
- Bruckheim, Anna Drathschmidt von (1837–1918), deutsch-österreichische Schauspielerin und Sängerin
- Bruckheimer, Jerry (* 1943), US-amerikanischer FilmproduzentJerry Bruckheimer (* 1943)

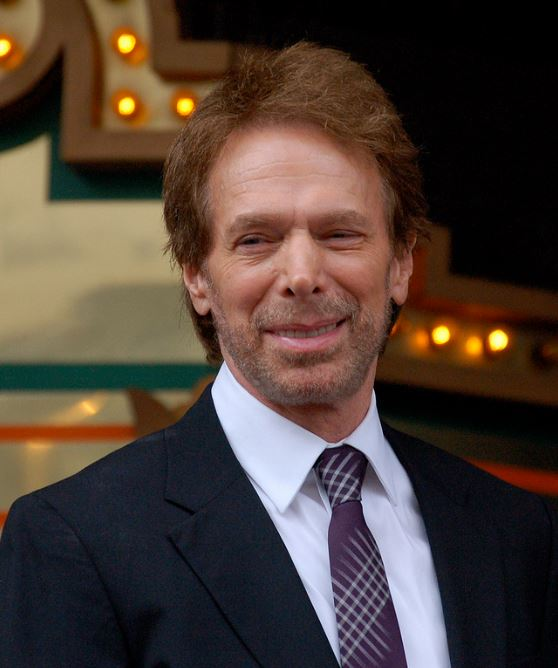
Jerry Bruckheimer (* 1943)

- Bruckhoff, Detlef (* 1958), deutscher Fußballspieler
- Bruckhoff, Heinrich (1892–1956), deutscher Politiker (SPD), MdL
- Bruckhoff, Hermann (1874–1956), deutscher Politiker (Fortschrittliche Volkspartei, DDP, LDP), MdR

#### Bruckl
- Brückl, Albert (1904–1931), deutscher Fußballspieler
- Brückl, Friedrich (* 1756), österreichischer Theaterschauspieler
- Brückl, Hermann (* 1968), österreichischer Politiker (FPÖ), Abgeordneter zum Nationalrat
- Brückl, Johann (1812–1882), deutscher Landwirt, Bierbrauer und Politiker (Zentrum), MdR
- Brucklacher, Dieter (1939–2016), deutscher Industriemanager und Verbandsfunktionär
- Brückle, Irene (* 1960), deutsche Restauratorin und Hochschullehrerin
- Brückler, Bernd (* 1981), österreichischer Eishockeytorwart
- Brückler, Julia (* 1989), österreichische Skateboarderin
- Brückler, Lukas (* 2000), österreichischer Fußballspieler
- Brücklmeier, Eduard (1903–1944), deutscher Jurist und Diplomat

#### Bruckm
- Bruckmaier, Josef (1848–1903), deutscher Landwirt und Politiker (BBB), MdR
- Bruckmaier, Karl (* 1956), deutscher Pop-Kritiker, Autor und HörspielregisseurKarl Bruckmaier (* 1956)

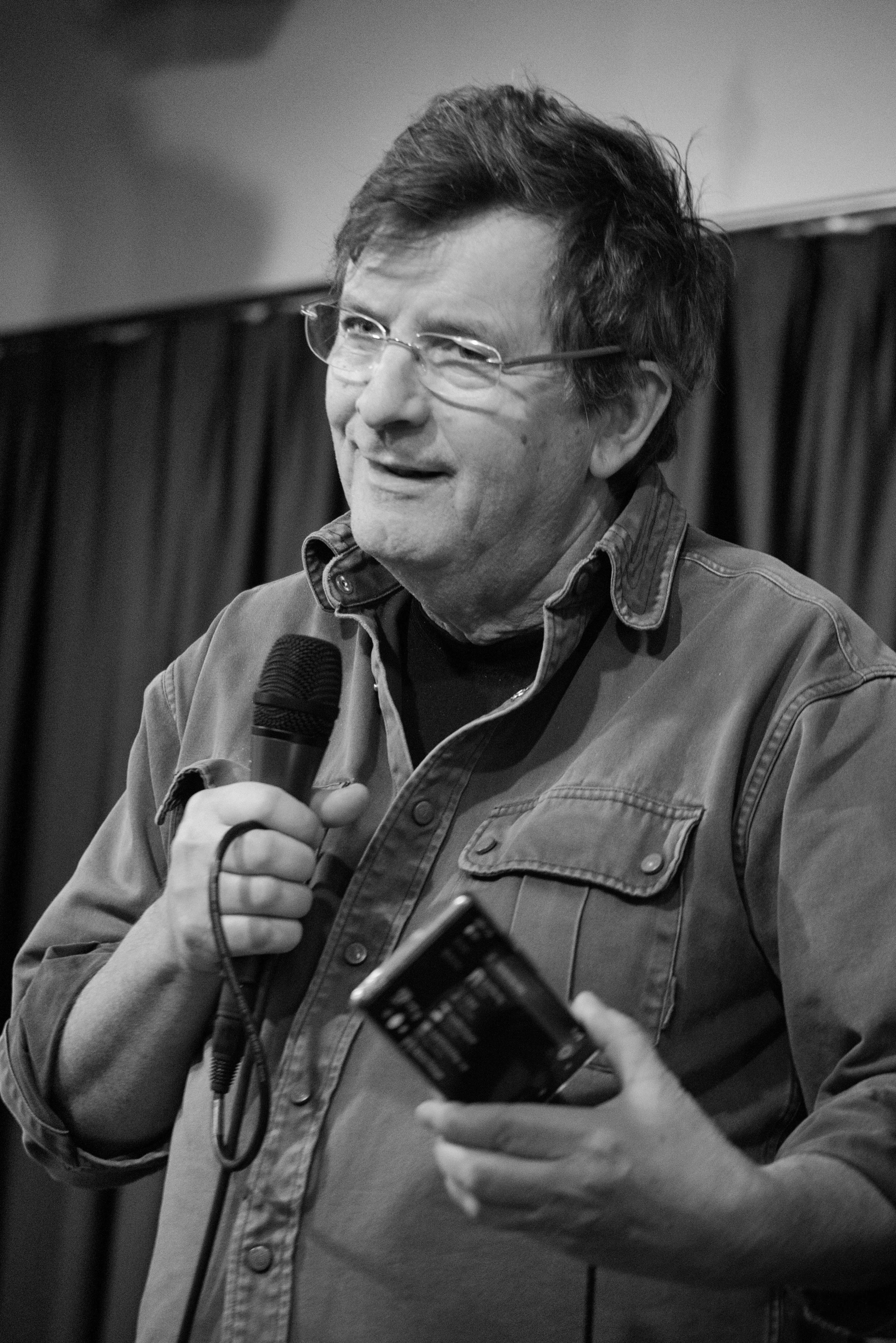
Karl Bruckmaier (* 1956)

- Bruckman, Amy (* 1965), US-amerikanische Informationswissenschaftlerin und Hochschullehrerin
- Bruckman, Clyde (1894–1955), US-amerikanischer Drehbuchautor und Filmregisseur
- Bruckmann, Alexander (1806–1852), deutscher Historien- und Porträtmaler
- Brückmann, Artur (1928–2009), deutscher Übersetzer
- Brückmann, Christian (1803–1865), deutscher Gerbermeister, Gastwirt und Politiker
- Bruckmann, Claus (* 1962), österreichischer Journalist und Kabarettist
- Bruckmann, Dietrich (1896–1967), deutscher Unternehmer
- Bruckmann, Elsa (1865–1946), Münchner Salonnière, Gönnerin Adolf Hitlers
- Brückmann, Felix (* 1990), deutscher Eishockeytorwart
- Bruckmann, Florian (* 1974), deutscher römisch-katholischer Theologe und Hochschullehrer
- Brückmann, Franz Ernst (1697–1753), deutscher Mediziner
- Bruckmann, Friedrich (1814–1898), deutscher Verleger
- Brückmann, Georg (* 1977), deutscher Fotokünstler
- Bruckmann, Georg Peter (1778–1850), deutscher Unternehmer, Gründer der Silberwarenfabrik Peter Bruckmann & Söhne in Heilbronn
- Bruckmann, Gerhart (1932–2024), österreichischer Wissenschaftler, Autor und Politiker (ÖVP), Abgeordneter zum Nationalrat
- Brückmann, Hans (1897–1979), deutscher Jurist, Oberstadtdirektor von Düren
- Bruckmann, Hans-Günter (1946–2023), deutscher Politiker (SPD), MdB
- Bruckmann, Hansmartin (1931–2014), deutscher Stadtplaner und Kommunalpolitiker (SPD)
- Bruckmann, Hugo (1863–1941), deutscher Verleger und Politiker (NSDAP), MdR, Vorstand des Deutschen Museums, Förderer von Adolf HitlerHugo Bruckmann (1863–1941)

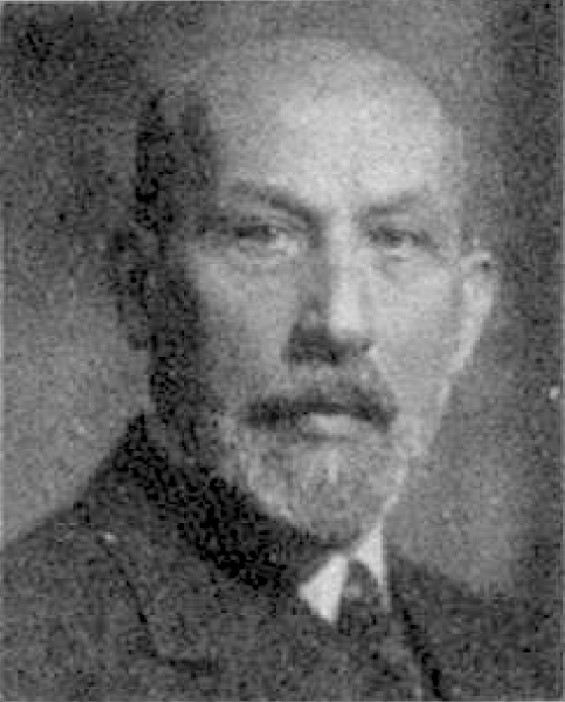
Hugo Bruckmann (1863–1941)

- Bruckmann, Johann August (1776–1835), deutscher Architekt, Geologe, Landbaumeister, Wasserbauingenieur, Sachbuchautor und Erfinder
- Bruckmann, Johann Clemens (1768–1835), Stadtschultheiß von Heilbronn
- Brückmann, Johann Georg (1896–1973), Landtagsabgeordneter Volksstaat Hessen
- Brückmann, Johann Jakob (1680–1750), deutscher Militäringenieur, Artillerist und General
- Bruckmann, Josef (1890–1948), deutscher Sportfunktionär und Unternehmer
- Bruckmann, Kai (* 1970), deutscher Fußballspieler
- Bruckmann, Klaus (* 1953), deutscher Fußballspieler
- Bruckmann, Kyle (* 1971), US-amerikanischer Jazzmusiker
- Brückmann, Matthias (* 1962), deutscher Manager, Stellvertretender Vorstandsvorsitzender der EWE AG
- Bruckmann, Peter (1850–1925), deutscher Bildhauer
- Bruckmann, Peter (1865–1937), deutscher Unternehmer und Mäzen
- Brückmann, Reinhold (1823–1863), deutscher Mathematiker und Hochschullehrer
- Brückmann, Rudolf (1891–1964), deutscher Beamter
- Brückmann, Urban (1728–1812), deutscher Arzt, Mineraloge und naturwissenschaftlicher Schriftsteller
- Brückmann, Uwe (* 1960), deutscher Politiker (CDU), MdL, Landesdirektor
- Bruckmann, Willi (1934–2014), deutscher Hockeyspieler
- Bruckmayer, Bernhard (1910–1972), deutscher Maler und Bürstenmacher
- Bruckmayer, Josef (1896–1945), deutscher römisch-katholischer Mühlenbesitzer und Märtyrer
- Bruckmayr, Albert (1913–1982), österreichischer Benediktinerabt im Stift Kremsmünster
- Bruckmayr, Didi (* 1966), österreichischer Sänger, Musiker und Performancekünstler
- Bruckmeier, Stephan (* 1962), österreichischer Regisseur und Autor
- Bruckmeir, Otto (1887–1948), deutscher Politiker (CSU), Mitglied der Verfassunggebenden Landesversammlung in Bayern und Bürgermeister
- Brückmer, Peter (1882–1956), deutscher Gewerkschafter
- Bruckmüller, Barbara (* 1975), österreichische Jazzmusikerin (Klavier, Komposition)
- Bruckmüller, Ernst (* 1945), österreichischer Historiker und Soziologe
- Bruckmüller, Josef (1880–1932), deutsch-österreichischer bildender Künstler
- Bruckmüller, Marie (1859–1910), österreichische Theaterschauspielerin
- Bruckmüller, Susanne, deutsche Psychologin

#### Bruckn
- Brückner von Grumbkow, Heike (* 1963), deutsche Drehbuchautorin
- Brückner, Aaron (* 1988), deutscher Autor, Wirtschaftswissenschaftler und Model
- Brückner, Adolf (1744–1823), deutscher Mediziner, Botaniker und niederdeutscher Schriftsteller
- Brückner, Adolph (1847–1918), deutscher Politiker sowie Mediziner
- Bruckner, Agnes (* 1985), US-amerikanische SchauspielerinAgnes Bruckner (* 1985)

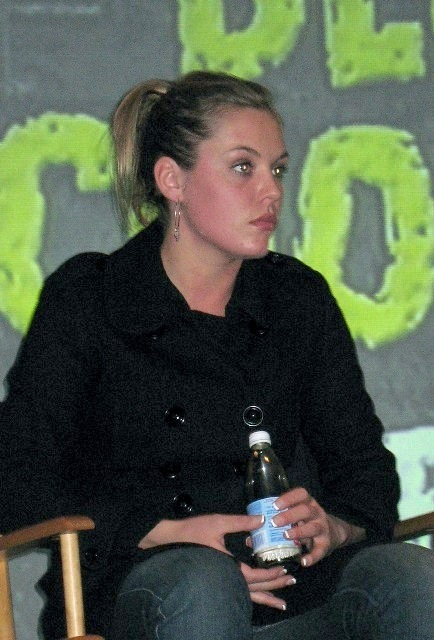
Agnes Bruckner (* 1985)

- Bruckner, Albert (1904–1985), Schweizer Historiker und Archivar
- Brückner, Aleksander (1856–1939), polnischer Slawist
- Brückner, Alexander (1834–1896), russlanddeutscher Historiker
- Bruckner, Alexander (* 1981), österreichischer Regisseur, Filmproduzent und Kameramann
- Bruckner, Amy (* 1991), amerikanische Schauspielerin und Sängerin
- Brückner, André (* 1965), deutscher Fußballspieler
- Brückner, Andreas (* 1957), deutscher Fernsehmoderator
- Brückner, Angelo (* 2003), deutscher Fußballspieler
- Brückner, Anton (1776–1836), badischer Generalmajor
- Bruckner, Anton (1824–1896), österreichischer KomponistAnton Bruckner (1824–1896)

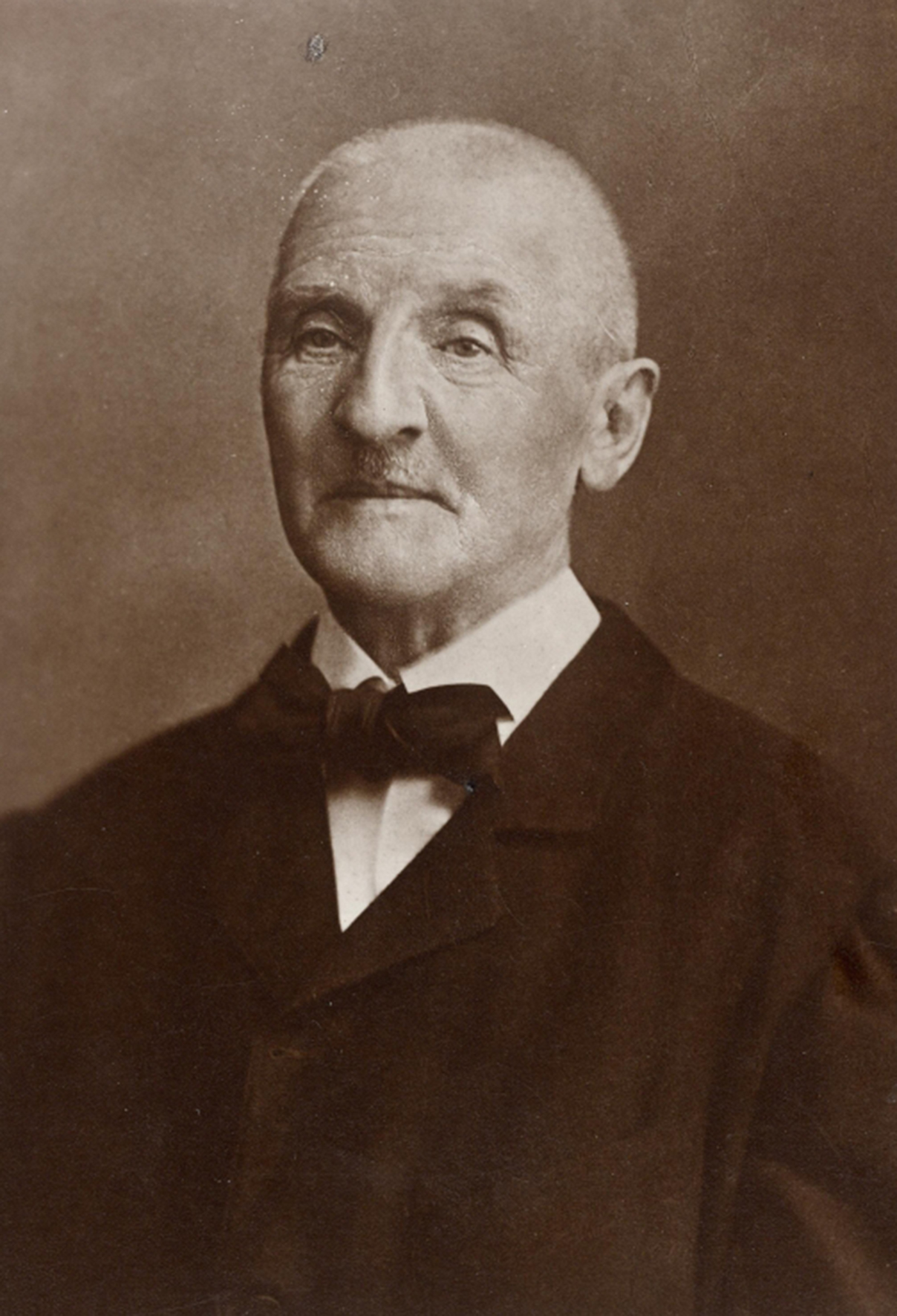
Anton Bruckner (1824–1896)

- Brückner, Arthur (1877–1975), deutscher Ophthalmologe
- Bruckner, Auguste (1919–1997), schweizerische Archäologin
- Brückner, Barbara, deutsche Filmeditorin
- Brückner, Benedikt (* 1990), deutscher Eishockeyspieler
- Brückner, Benita (* 1971), deutsche Rechtsanwältin und Schauspielerin
- Brückner, Bernd (* 1940), deutscher Fußballspieler
- Brückner, Bernd (* 1948), deutscher Personenschützer und Autor
- Brückner, Bernhard (1872–1955), deutscher Volksschullehrer und Mundartdichter des westlichen Erzgebirges
- Bruckner, Bernulf (* 1944), österreichischer Autor und Journalist sowie Veranstalter und Leiter von Weinseminaren
- Brückner, Bettina (* 1965), deutsche Juristin und Richterin am Bundesgerichtshof
- Brückner, Bruno (1824–1905), deutscher Geistlicher, protestantischer Theologe
- Brückner, Carl August (1872–1949), Begründer des Reformiert-Apostolischen Gemeindebundes
- Brückner, Carola (* 1962), deutsche Politikerin (SPD)
- Brückner, Christian (* 1943), deutscher Schauspieler und SynchronsprecherChristian Brückner (* 1943)

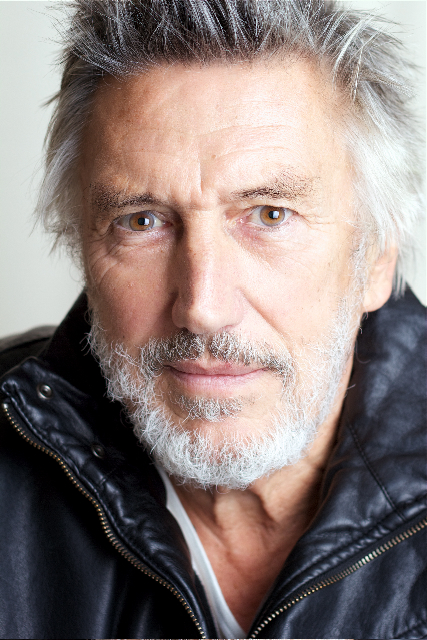
Christian Brückner (* 1943)

- Brückner, Christian Gotthelf (1769–1834), deutscher Kaufmann, Textil-Unternehmer und Bankier
- Brückner, Christine (1921–1996), deutsche Schriftstellerin
- Brückner, Christoph, österreichischer Webvideoproduzent
- Brückner, Christoph (1929–2019), deutscher Arbeitsmediziner und LDPD-Funktionär
- Brückner, Christoph (* 1965), deutscher Organist und Komponist
- Bruckner, Daniel (1707–1781), Schweizer Historiker
- Brückner, Daniel (* 1981), deutscher FußballspielerDaniel Brückner (* 1981)

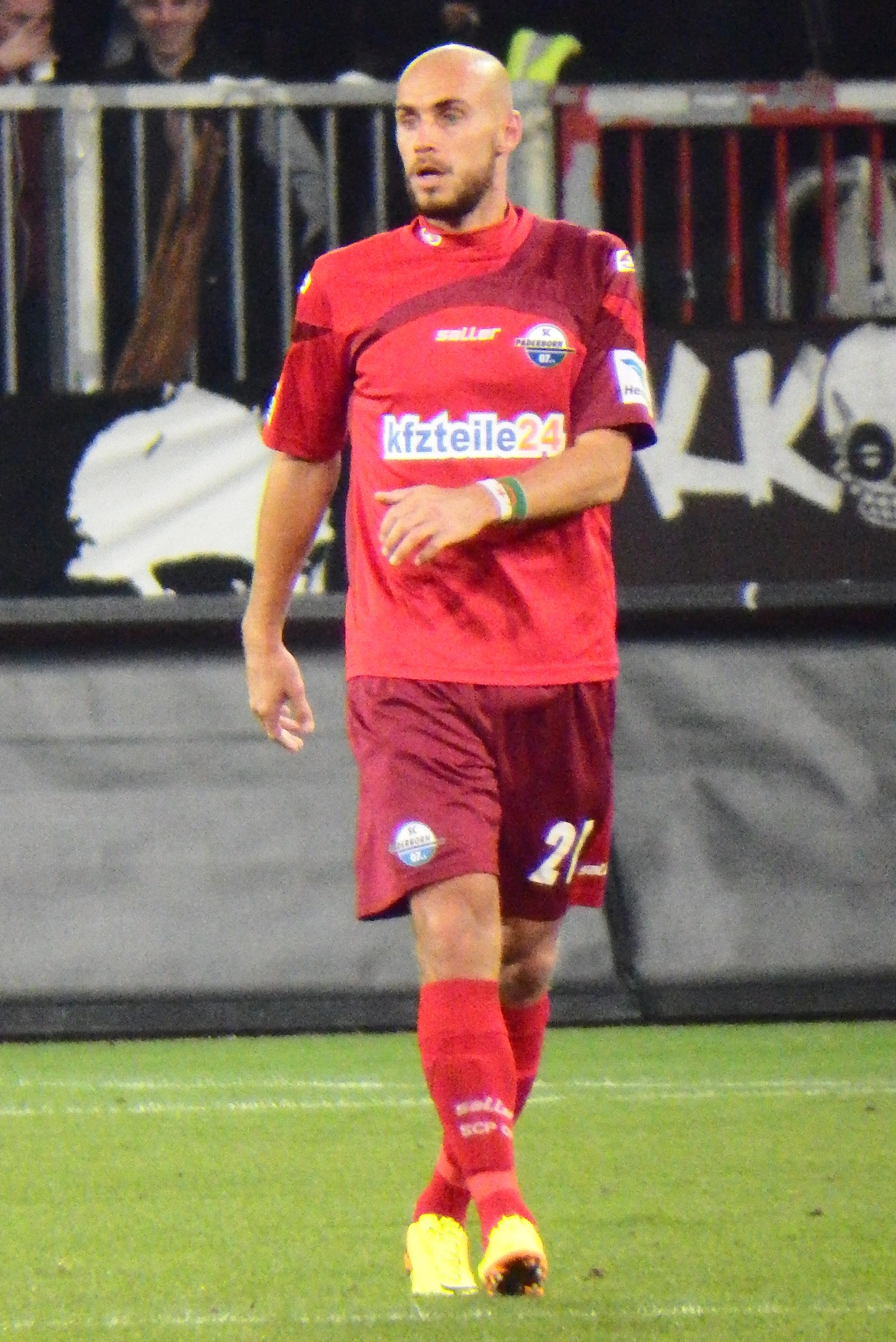
Daniel Brückner (* 1981)

- Brückner, Daniela (* 1963), deutsche Richterin und politische Beamtin (Bündnis 90/Die Grünen)
- Brückner, David (* 1988), deutscher Filmregisseur, Filmeditor, Kameramann und Schauspieler
- Brückner, Dieter, deutscher Schulbuchautor
- Bruckner, Dietmar (* 1951), deutscher Journalist und Autor
- Brückner, Edmund (1871–1935), deutscher Diplomat und Ministerialbeamter
- Brückner, Eduard (1862–1927), deutscher Geograf und Klimatologe
- Bruckner, Elena (* 1998), US-amerikanische Diskuswerferin
- Brückner, Erich (1881–1972), deutscher Architekt, Denkmalpfleger und Naturschutzbeauftragter
- Brückner, Ernst (1909–1976), deutscher Jurist, Vizepräsident des Bundesamtes für Verfassungsschutz
- Brückner, Ernst (* 1939), deutscher Jurist und Zigaretten-Lobbyist
- Brückner, Ernst Theodor Johann (1746–1805), deutscher Theologe und Literat
- Brückner, Eugen (1872–1931), deutscher sozialdemokratischer Gewerkschafter und Politiker (SPD)
- Bruckner, Ferdinand (1891–1958), österreichisch-deutscher Schriftsteller und Theaterleiter
- Brückner, Florian (* 1984), deutscher Schauspieler
- Brückner, Franz (1896–1982), deutscher Pädagoge und Heimatforscher in Dessau
- Brückner, Franz-Xaver (* 1987), deutscher Film- und Theaterschauspieler
- Brückner, Friedrich (1801–1883), deutscher Jurist, Bürgermeister von Neubrandenburg und Parlamentarier
- Brückner, Georg (1800–1881), deutscher Geograph und Historiker
- Brückner, Georg F. (1930–1992), deutscher Kampfsportler
- Brückner, Günther (1925–1996), deutscher evangelischer Pfarrer und Politiker (CDU), Landtagsabgeordneter in Sachsen
- Brückner, Gustav (1789–1860), deutscher Arzt und Naturforscher
- Brückner, Gustav (1855–1925), deutscher Jurist und Instanzenrichter, zuletzt Präsident des Oberlandesgerichts Rostock
- Brückner, Hans (1897–1941), deutscher Musikschriftsteller, Komponist und Herausgeber in der Zeit des Nationalsozialismus
- Brückner, Hans (* 1913), deutscher Politiker (LDPD), MdV
- Brückner, Hans (* 1961), deutscher Schauspieler
- Brückner, Hans-Jörg (* 1970), deutscher Fußballspieler
- Brückner, Hardo (1910–1991), deutscher Diplomat
- Brückner, Hartmut (1950–2019), deutscher Grafikdesigner, Typograf, Buchgestalter und Hochschullehrer
- Brückner, Hauke (* 1980), deutscher Fußballspieler
- Brückner, Heidrun (* 1949), deutsche Indologin und Hochschullehrerin
- Brückner, Heinrich (1805–1892), deutscher Theater- und Landschaftsmaler
- Brückner, Heinrich (1928–2022), deutscher Kinder- und Jugendarzt und Autor
- Brückner, Heinrich Curt (1851–1922), deutscher Apotheker, stellvertretender Bürgermeister Löbaus und königlich-sächsischer Hofrat
- Brückner, Heinz (1900–1968), deutscher SS-Offizier in der Volksdeutschen Mittelstelle, Angeklagter in den Nürnberger Nachfolgeprozessen
- Brückner, Helmut (1919–1988), deutscher Mediziner und Hochschullehrer
- Brückner, Helmut (* 1938), deutscher Mathematiker
- Brückner, Helmut (* 1944), deutscher Politiker (Bündnis 90/Die Grünen), MdL
- Brückner, Helmut (* 1952), deutscher Heimatforscher, Kunsthandwerker, Sachbuchautor und Maler
- Brückner, Helmuth (1896–1951), deutscher Politiker (NSDAP), MdR, MdL, Oberpräsident und Gauleiter in SchlesienHelmuth Brückner (1896–1951)

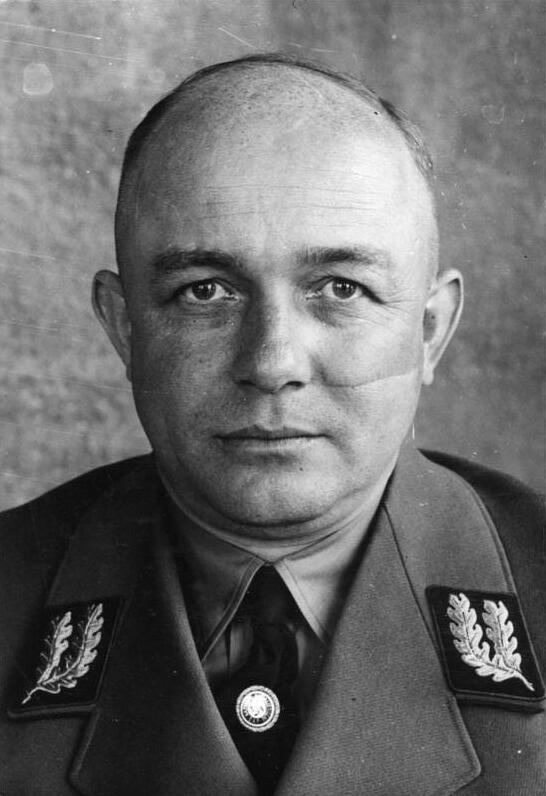
Helmuth Brückner (1896–1951)

- Bruckner, Henry (1871–1942), US-amerikanischer Politiker
- Brückner, Herbert (* 1938), deutscher Politiker (SPD), MdBB, Bremer Senator
- Brückner, Hermann (1834–1920), deutscher Reichsgerichtsrat
- Brückner, Hieronymus (1673–1764), lutherischer Theologe
- Brückner, Hieronymus von (1730–1806), preußischer Generalmajor und Chef des Dragonerregiments Nr. 9
- Brückner, Horst (1863–1933), sächsischer Generalmajor
- Brückner, Horst (1903–1958), deutscher Ingenieur, Chemiker und Hochschullehrer
- Bruckner, Ignaz (1938–2022), österreichischer Politiker (ÖVP), Landtagsabgeordneter
- Bruckner, Isaak (1686–1762), Schweizer Mechaniker und Geograph
- Brückner, Jele (* 1966), deutsche Schauspielerin
- Brückner, Johann Georg Andreas von (1744–1814), deutscher Jurist und Naturwissenschaftler
- Brückner, Johann Gottfried (1730–1786), deutscher Theaterschauspieler
- Brückner, Johannes (1869–1940), sächsischer Oberst und Landesführer des Stahlhelms
- Brückner, Jörg (* 1958), deutscher Drehbuchautor
- Brückner, Jörg (* 1966), deutscher Archivar und Historiker
- Brückner, Jörg (* 1970), deutscher Opernsänger (Tenor)
- Brückner, Jörg (* 1971), deutscher Hornist
- Brückner, Jutta (* 1941), deutsche Filmregisseurin und Drehbuchautorin
- Brückner, Kai (* 1969), deutscher Jazz-Gitarrist und -komponistKai Brückner (* 1969)

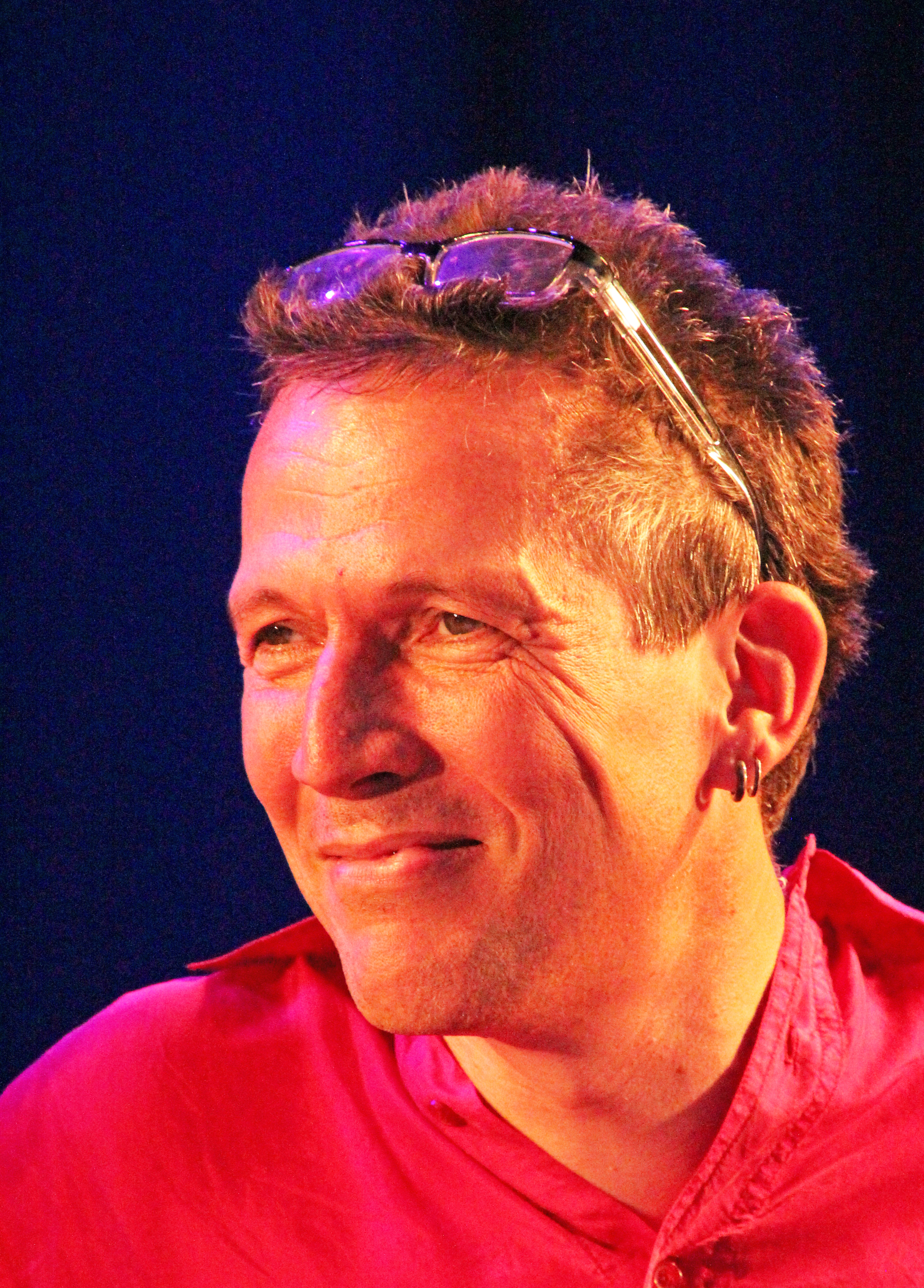
Kai Brückner (* 1969)

- Brückner, Karel (* 1939), tschechoslowakischer bzw. tschechischer Fußballspieler und -trainer
- Brückner, Karl (1893–1963), deutsch-schwedischer Violinist, Musikpädagoge
- Brückner, Karl (1904–1945), deutscher Politiker (NSDAP), MdR
- Bruckner, Karl (1906–1982), österreichischer Schriftsteller
- Brückner, Karl (* 1920), deutscher Fußballspieler
- Brückner, Karl August Friedrich (1803–1853), deutscher Gymnasiallehrer und Historiker
- Brückner, Katharina Magdalena (1719–1804), deutsche Theaterschauspielerin
- Brückner, Ludwig (1768–1832), badischer Generalmajor, zuletzt Garnisonskommandant in Karlsruhe und Polizeidirektor
- Brückner, Ludwig (1814–1902), deutscher Mediziner, Museumsleiter und Heimatkundler
- Brückner, Ludwig (1844–1922), deutscher Mediziner, Neubrandenburger Heimatkundler
- Brückner, Maik (* 1992), deutscher Politiker (Die Linke)
- Brückner, Manfred (1929–2018), deutscher Hörspielregisseur
- Brückner, Margrit (* 1946), deutsche Soziologin
- Bruckner, Martin (* 1964), österreichischer Manager und Sportfunktionär
- Brückner, Martin (* 1984), deutscher Floorballnationaltrainer
- Brückner, Mathilde (1868–1958), deutsche Politikerin
- Brückner, Matthias (* 1960), deutscher Fußballspieler
- Brückner, Max (1836–1919), deutscher Theatermaler
- Brückner, Max (1855–1940), preußischer Verwaltungsbeamter und Landrat
- Brückner, Max (1860–1934), deutscher Geometer
- Brückner, Maximilian (* 1979), deutscher Schauspieler
- Brückner, Mia Julia (* 1986), deutsche Sängerin und PornodarstellerinMia Julia Brückner (* 1986)

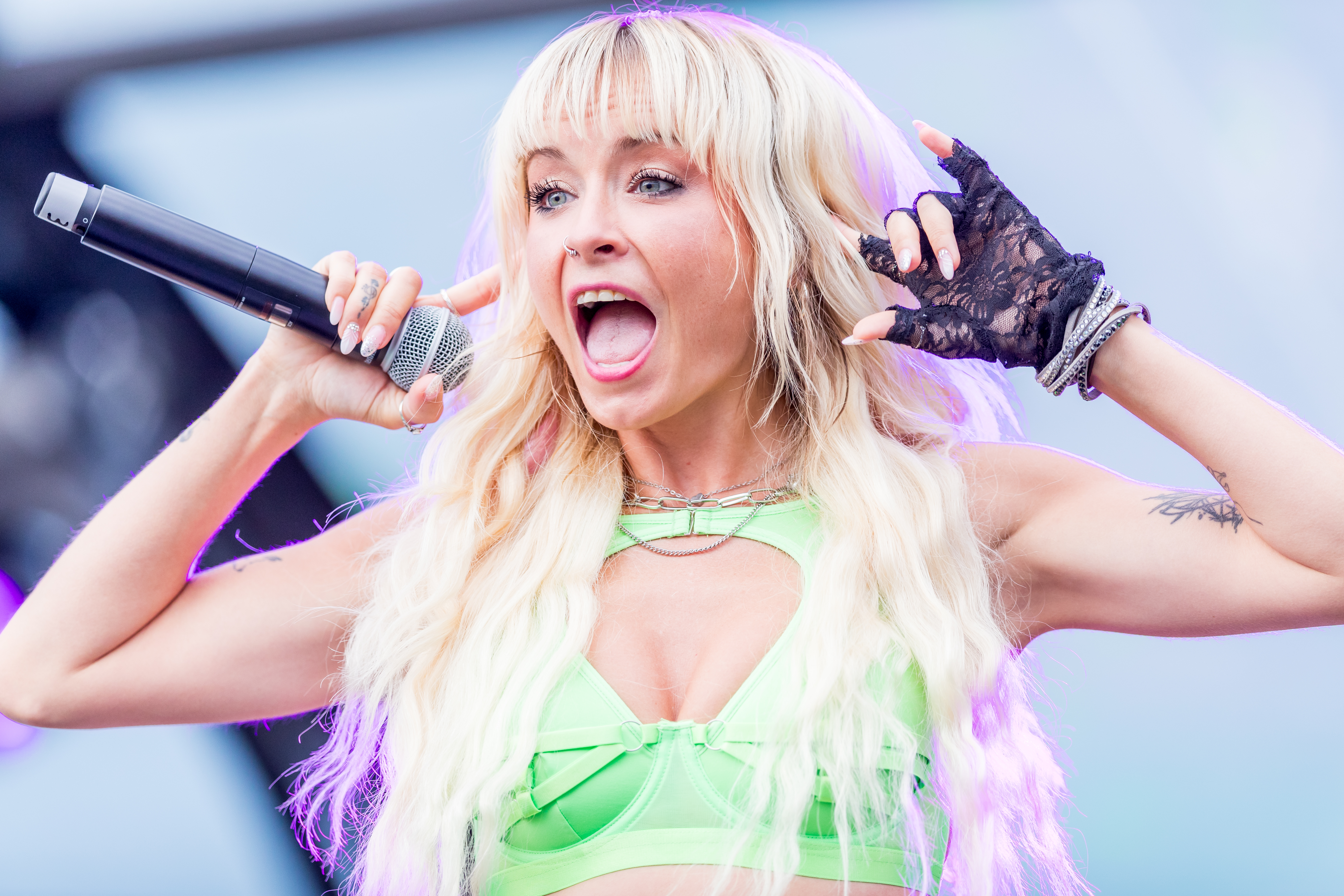
Mia Julia Brückner (* 1986)

- Brückner, Michael (1871–1936), deutscher Unternehmer und Abgeordneter des Provinziallandtages der preußischen Provinz Hessen-Nassau
- Brückner, Michael (1939–1998), deutscher Politiker (SPD)
- Brückner, Michael (* 1958), deutscher Journalist und Autor
- Brückner, Michael (* 1965), deutscher Landwirt und Politiker (CSU), MdL
- Brückner, Michael (* 1969), deutscher Komponist, Musiker, Produzent
- Brückner, Moritz (1807–1887), deutscher Verwaltungsjurist und Parlamentarier
- Brückner, Moritz (* 1991), deutscher Volleyballspieler
- Brückner, Nathanael (1864–1943), deutscher Jurist, Bankmanager und Autor
- Brückner, Norbert (* 1947), deutscher Fußballschiedsrichter
- Brückner, Olga (1899–1980), deutsche Politikerin (SPD, SED), MdL
- Bruckner, Otto (* 1962), österreichischer Politiker (KPÖ, PdA)
- Bruckner, Pascal (* 1948), französischer Romancier und EssayistPascal Bruckner (* 1948)

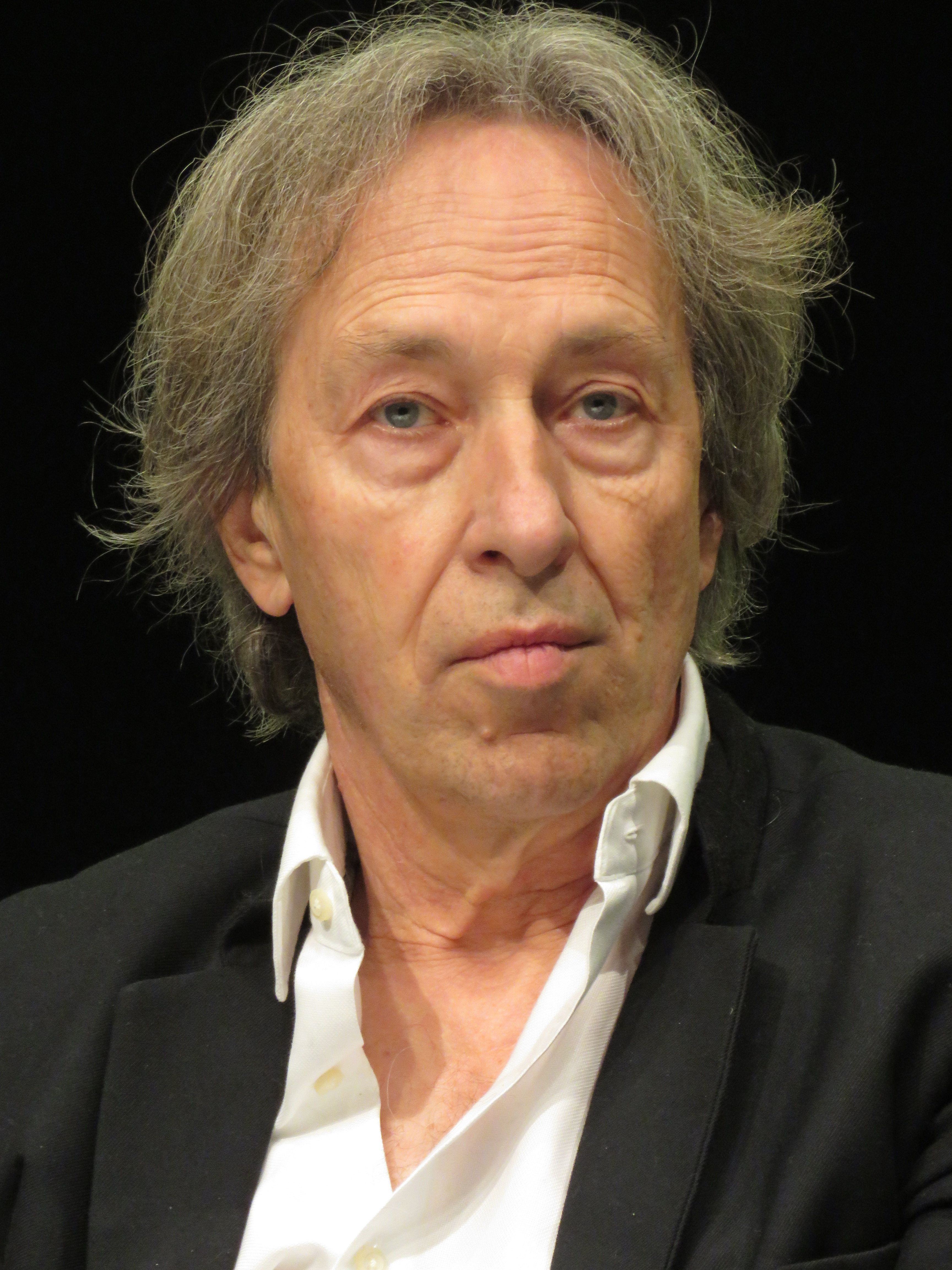
Pascal Bruckner (* 1948)

- Brückner, Paul (1886–1963), deutscher Politiker, Bürgermeister und Landrat
- Brückner, Paul (1900–1972), österreichischer Journalist und Heimatschriftsteller
- Brückner, Peter (1922–1982), deutscher Sozialpsychologe, Hochschullehrer und Autor
- Brückner, Peter Udo (* 1985), deutscher Künstler
- Brückner, Philipp (1840–1909), deutscher Bürgermeister und Politiker (Zentrum), MdR
- Brückner, Reinhard (1923–2015), deutscher Politiker (Die Grünen), MdL
- Brückner, Reinhard (* 1955), deutscher Chemiker und Hochschullehrer
- Brückner, Robert (* 1881), deutscher Ingenieur und Politiker (Wirtschaftspartei), MdL
- Brückner, Roland (1912–1996), deutsch-schweizerischer Augenarzt und Hochschullehrer
- Brückner, Roland (* 1955), deutscher Turner
- Bruckner, Ronny (1957–2013), belgischer Unternehmer
- Brückner, Rudolph (* 1955), deutscher Sportmoderator und -kommentator
- Brückner, Steffen (* 1976), deutscher Sänger und Gitarrist
- Bruckner, Trudl (1916–2018), Schweizer Galeristin
- Brückner, Ulrike (* 1971), deutsche Designerin, Grafikerin und Fotografin
- Brückner, Ute (* 1959), deutsche Schwimmerin
- Brückner, Uwe (* 1960), deutscher Fernsehjournalist und Filmemacher
- Brückner, Uwe R. (* 1957), deutscher Architekt und Bühnenbildner
- Brückner, Vera (* 1988), deutsche Filmregisseurin, Produzentin und Kamerafrau
- Brückner, Werner (* 1944), deutscher Schriftsteller
- Bruckner, Wilhelm (1870–1952), Schweizer Germanist und Sprachwissenschaftler
- Brückner, Wilhelm (1878–1928), deutscher Jurist, Verwaltungsbeamter und Politiker
- Brückner, Wilhelm (1884–1954), deutscher Militär; Chefadjutant von Adolf Hitler, Politiker (NSDAP), MdRWilhelm Brückner (1884–1954)

Wilhelm Brückner (1884–1954)

- Brückner, Wilhelm (1932–2025), deutscher Geigenbauer
- Brückner, Wilhelm Hieronymus (1656–1736), deutscher Rechtswissenschaftler
- Bruckner, Winfried (1937–2003), österreichischer Kinder- und Jugendbuchautor und Gewerkschaftsredakteur
- Brückner, Winfried (* 1948), deutscher Fußballschiedsrichter
- Brückner, Wolfgang (* 1930), deutscher Volkskundler und Germanist
- Brückner, Wolfgang (* 1952), deutscher ehemaliger Fußballspieler
- Bruckner, Wolfram (1903–1979), rumäniendeutscher „Volksgruppenführer“, SS-Oberstabsarzt und Funktionär der Landsmannschaft der Siebenbürger Sachsen
- Brückner-Fuhlrott, Rudolf (1908–1984), deutscher Bildhauer und Maler
- Brückner-Rüggeberg, Else (1910–1981), deutsche Schauspielerin, Sprecherin und Radiomoderatorin
- Brückner-Rüggeberg, Friedrich (1915–2003), deutscher Konzert- und Oratoriensänger
- Brückner-Rüggeberg, Wilhelm (1906–1985), deutscher Dirigent
- Bruckner-Tuderman, Leena (* 1952), finnisch-deutsche Dermatologin und Hochschullehrerin

#### Brucks
- Brucks, Felix (1874–1938), deutscher Gefängnisdirektor
- Brucks, Manfred (* 1955), deutscher Leichtathlet
- Brucks, Otto (1858–1914), deutscher Tubist, Opernsänger (Bariton), Komponist und Intendant
- Brucksch, Peter (* 1942), deutscher Zimmermann und Mitglied der Volkskammer der DDR
- Bruckschen, Manfred (1938–2019), deutscher Politiker (SPD), MdL, Betriebsrat
- Bruckschen, Otto, deutscher Fußballspieler
- Bruckschweiger, Holger (* 1975), österreichischer Filmproduzent und Unternehmer

#### Bruckw
- Brückwald, Otto (1841–1917), deutscher ArchitektOtto Brückwald (1841–1917)

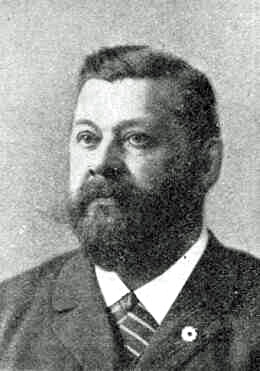
Otto Brückwald (1841–1917)

- Brückweh, Kerstin (* 1972), deutsche Historikerin

### Bruco
- Bruçó, João de (* 1958), brasilianischer Komponist und Musikperformer